# Dingolfing

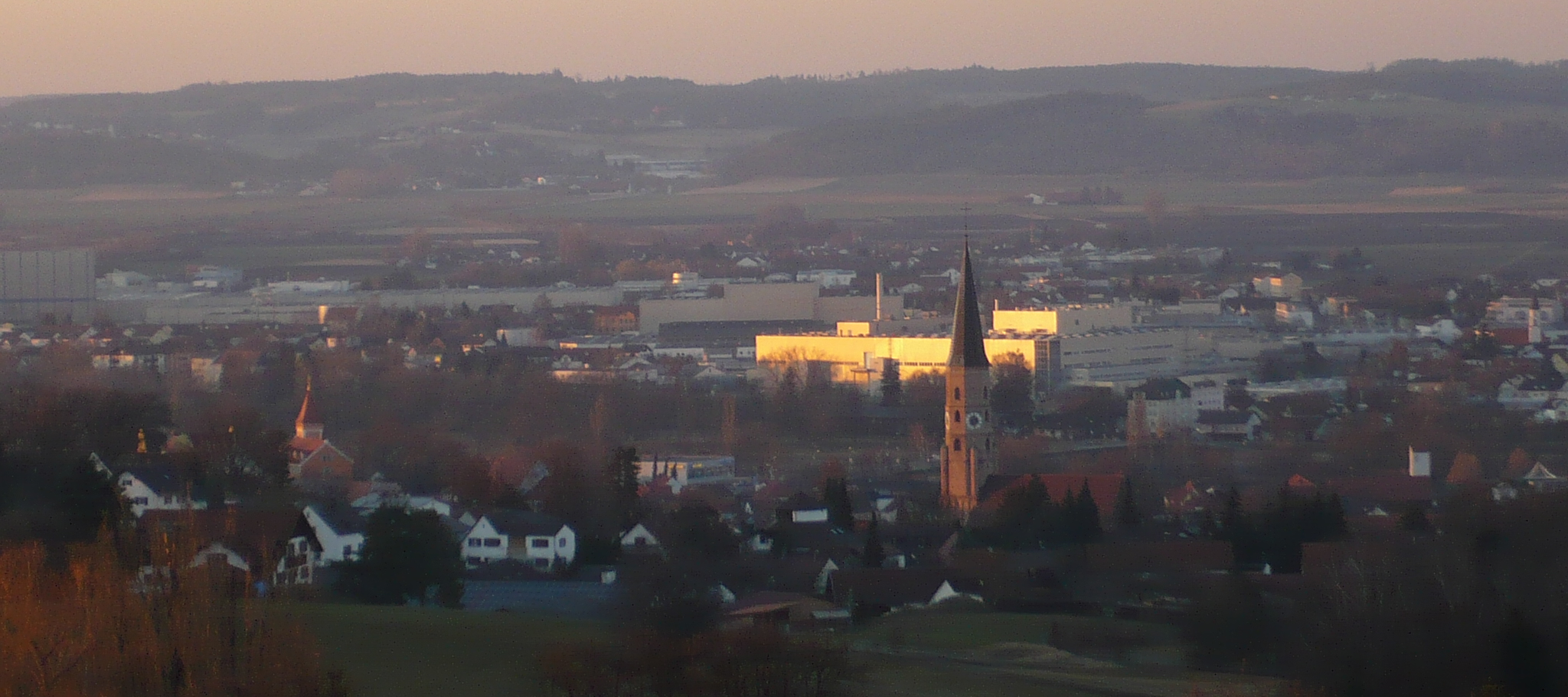
Die Stadt Dingolfing von der Schwedenschanze aus

Dingolfing [ˈdɪŋɡɔlfɪŋ] ist die Kreisstadt des Landkreises Dingolfing-Landau im Regierungsbezirk Niederbayern.

## Geografie

### Lage und Raumordnung
Die Stadt liegt etwa 100 Kilometer nordöstlich von München im Tal der Isar in Niederbayern. Zum Stichtag 1. März 2018 erfolgte eine Höherstufung zu einem Oberzentrum, zuvor handelte es sich um ein Mittelzentrum.

### Gemeindegliederung

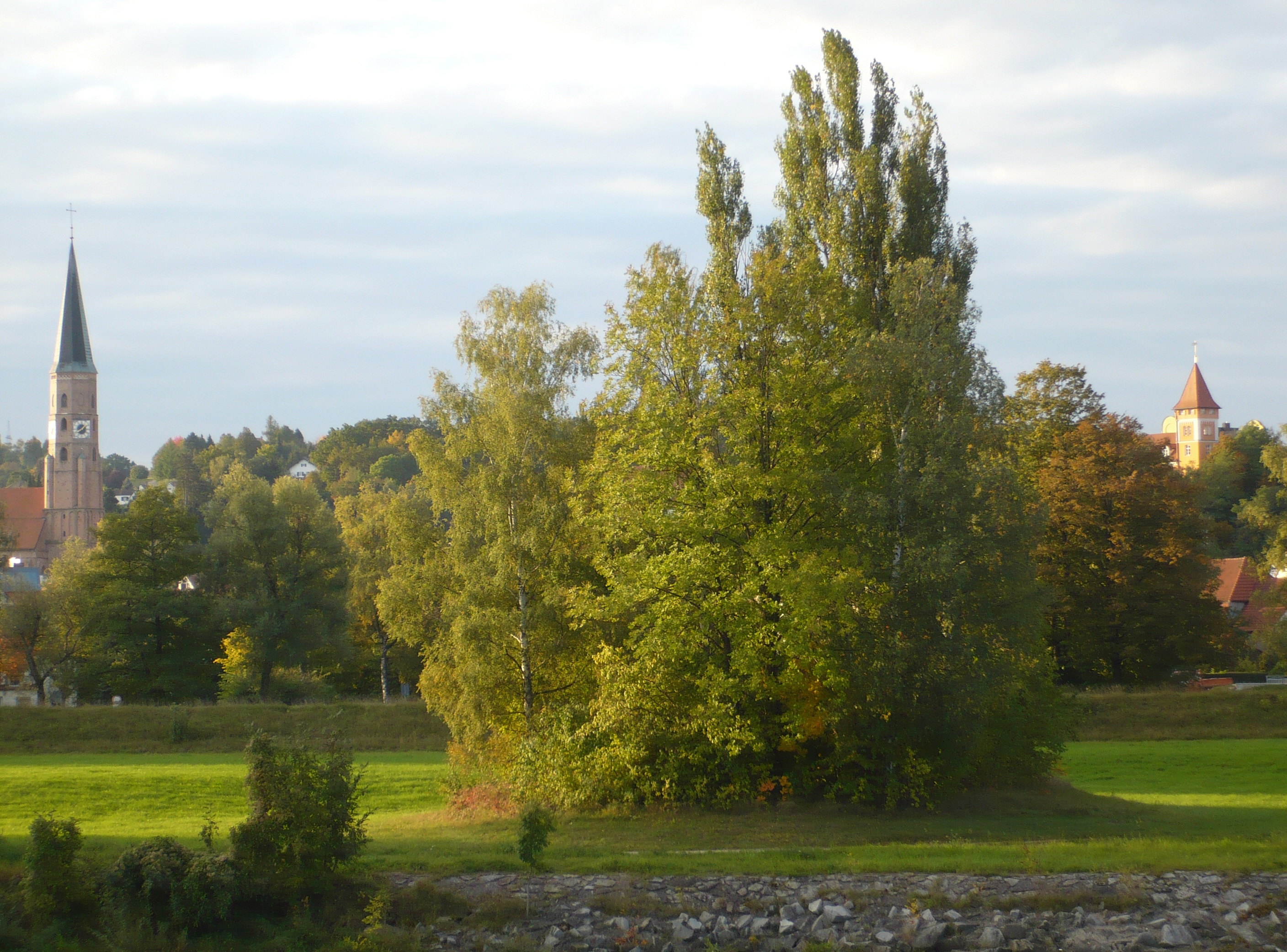
Die spätgotische Pfarrkirche St. Johannes und der Storchenturm

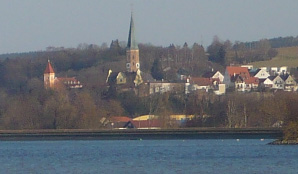
Sicht auf Dingolfing vom Gobener Stausee

Die Stadtgemeinde Dingolfing hat 22 Ortsteile (in Klammern ist der Siedlungstyp angegeben):
- Achatzstall (Weiler)
- Brunn (Kirchdorf)
- Dingolfing (Hauptort)
- Einöd (Einöde)
- Frauenbiburg (Kirchdorf)
- Gaubitzhausen (Weiler)
- Höfen (Dorf)
- Kaltenberg (Weiler)
- Mietzing (Weiler)
- Neuhausen (Weiler)
- Oberbubach
- Oberburgermühle (Einöde)
- Oberdingolfing (Kirchdorf)
- Oberholzhausen (Weiler)
- Oed (Dorf)
- Schermau (Dorf)
- Schönbühl (Dorf)
- Spiegelbrunn (Siedlung)
- Teisbach (ehemaliger Markt)
- Unterbubach (Weiler)
- Unterholzhausen (Weiler)
- Weinpreß (Weiler)

Es gibt die Gemarkungen Dingolfing, Frauenbiburg und Teisbach.

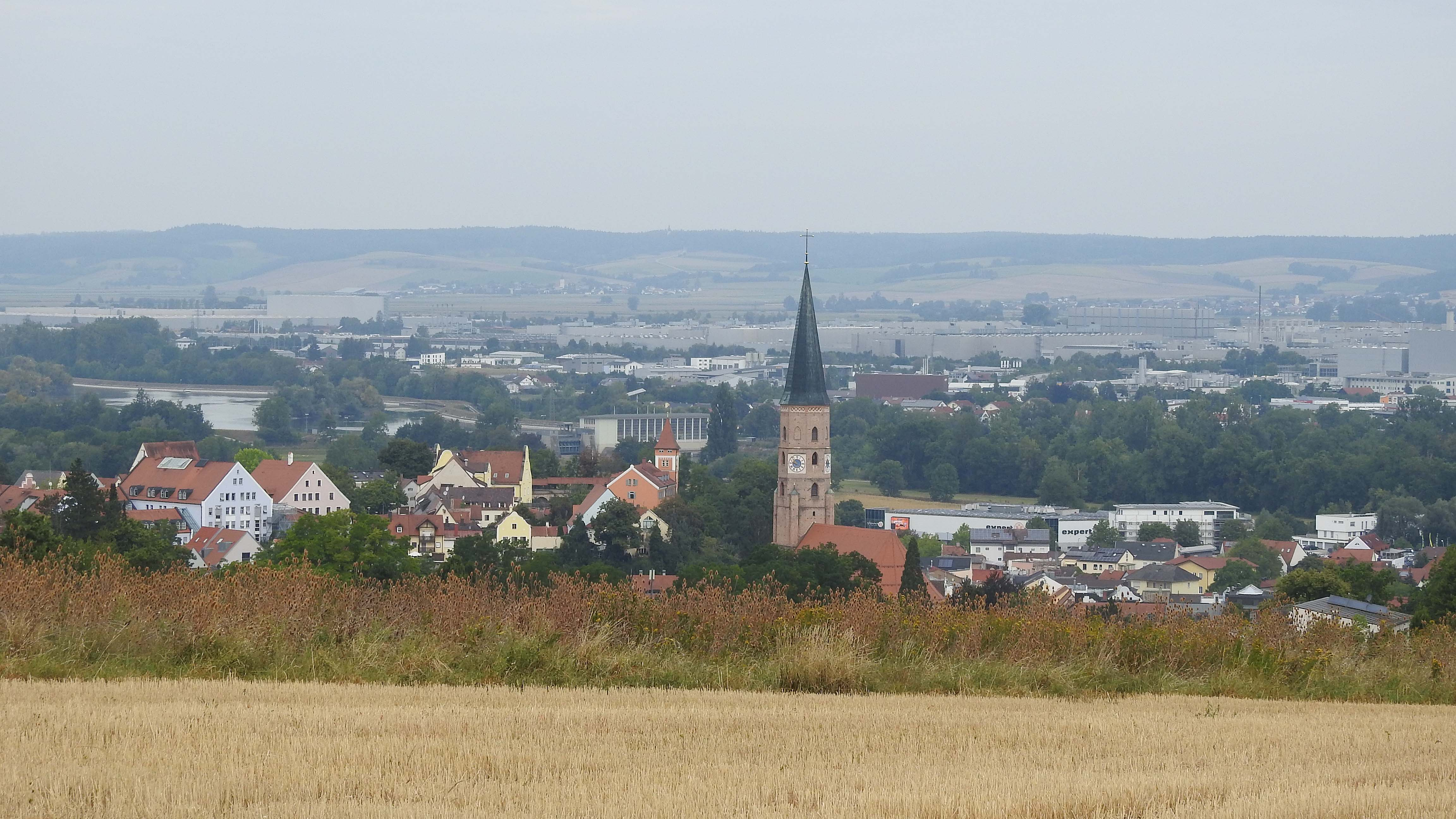
Dingolfing mit Isarstausee und BMW-Werke von Südosten

### Hauptort
Im ursprünglichen Stadtgebiet rechts der Isar bestehen u. a. folgende Wohnplätze:
- Altstadt
  - Obere Stadt
  - Untere Stadt
- Vorstädte
  - Gries
  - Fischerei
- Krautau (erstes Neubaugebiet nach 1945, südwestlich der Altstadt)
- Schulviertel
- Waldesruh (am Asenbach)
- Spiegelbrunn (kleine Siedlung am Asenbach südlich der Waldesruh)
- Oberdingolfing
- Brunnerfeld (1+2)
- Schwedenschanze
- Links der Isar:
  - Höll Ost
  - Höll Ost 2
  - Sossau
  - Sossauer Wiesen
  - Salitersheim
  - Geratsberg
  - Friedenheim

### Territoriale Entwicklung und Eingemeindungen
- 1251

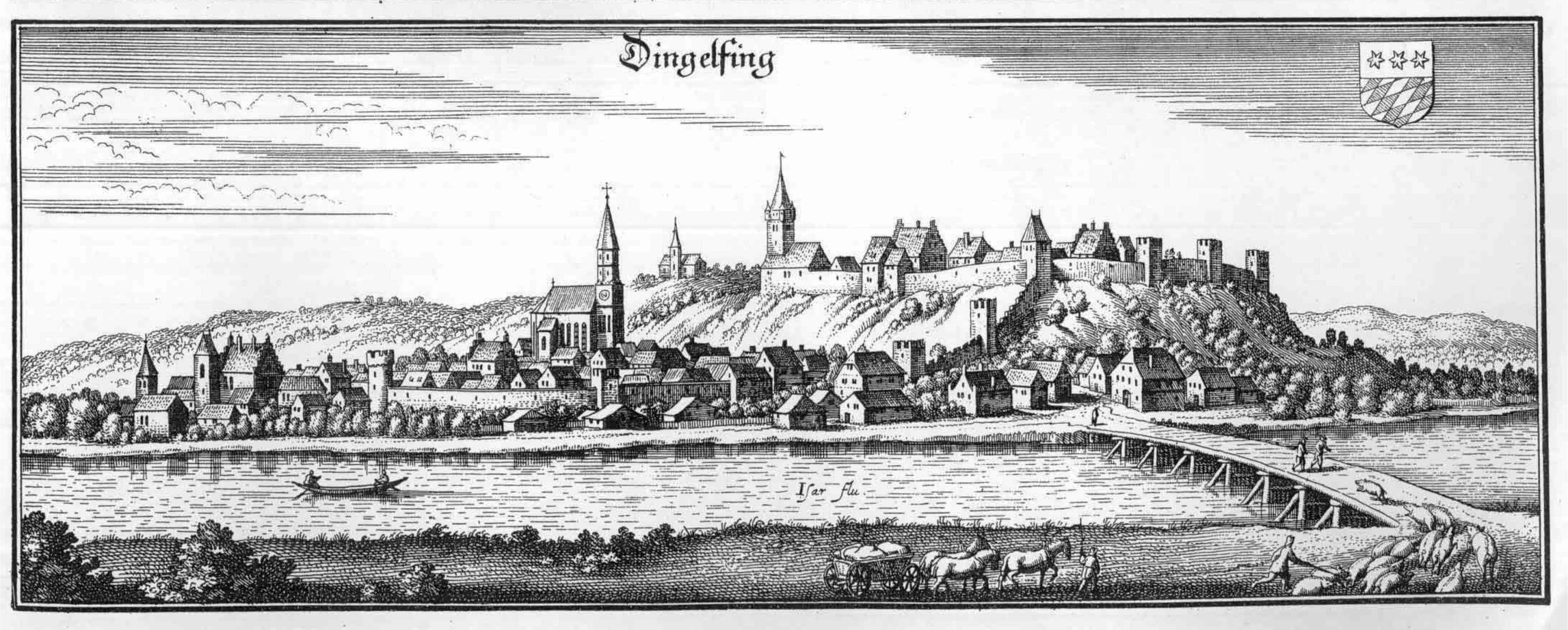
Illustration von Matthäus Merian in der Topographia Bavariae (Doppelseite 26/27 in einer Ausgabe von 1665) – Mitte links die Siedlung rund um die hochaufragende Pfarrkirche St. Johannes, rechts darüber die „Obere Stadt“, davor die Isar.

Neben einem älteren Siedlungsbereich rund um die Stadtpfarrkirche St. Johannes gründete der bayerische Wittelsbacher-Herzog Otto II. durch einen militärischen Akt auf einem höhergelegenen, zur Isar vorspringenden Bergsporn die heutige Obere Stadt.
- 1265

Durch einen Burgfriedensvertrag zwischen dem Bischof von Regensburg und Heinrich I. (Herzog von Niederbayern) wurden beide Siedlungen zu einer Stadt verschmolzen. Diese Vereinigung wird durch zwei Sterne im Dingolfinger Wappen symbolisiert.
- 1330

In den Burgfrieden wurde durch Herzog Heinrich XIV. von Bayern die Vorstadt Fischerei und Gebiete links der Isar mit den Weilern bzw. Schwaigen Goben, Höll, Geratsberg und Sossau eingegliedert. Dafür steht der dritte Stern im Wappen.
- 1946

Das Stadtgebiet blieb im Wesentlichen bis zum 1. Januar 1946 unverändert, als der Grüblhof, bis dahin Teil der Gemeinde Loiching, auf Weisung der amerikanischen Militärregierung (einschließlich der Rostmühle, die nach dem aktuellen Besitzer auch als Mosermühle bekannt ist) eingegliedert wurde.
- 1972

Der ehemalige Markt Teisbach wurde am 1. Januar 1972 einschließlich der links der Isar liegenden Gemeindeteile Höfen (die sogenannte „Teisbacher Enklave“), sowie der 1946 von Loiching nach Teisbach umgegliederten Gemeindeteile Höfen, Gaubitzhausen und Schönbühl eingegliedert.
Auch die nördlichen Gemeindeteile der Gemeinde Frauenbiburg, der flächenmäßig größere Anteil mit rund 90 Prozent der Bevölkerung, wurden am 1. Januar 1972 eingegliedert. Sie umfassen Frauenbiburg, Brunn, Einöd, Kaltenberg, Mietzing, Oberbubach, Oberdingolfing, Oberholzhausen, Öd, Schermau, Unterbubach, Unterholzhausen und Weinpreß. Die südlichen Ortsteile (771,93 Hektar) von Frauenbiburg kamen zur Gemeinde Marklkofen.
Durch diese Eingliederungen wuchs Dingolfing von 1800,61 auf 4249,96 Hektar. 914,57 Hektar stammen vom ehemaligen Markt Teisbach, 1534,78 Hektar von der ehemals 2306,71 Hektar großen Gemeinde Frauenbiburg.
- 1979

Die letzte Gebietsstandsänderung erfolgte am 1. Juli 1979, als die Gemeindeteile Achatzstall und Neuhausen, die 1972 aus der aufgelösten Gemeinde Frauenbiburg nach Marklkofen eingegliedert wurden, auf Wunsch der Bevölkerung zur Stadt Dingolfing kamen. Dabei vergrößerte sich das Stadtgebiet von 4250 auf 4405 Hektar. Diese beiden Gemeindeteile sind nicht wie das übrige Stadtgebiet unter der Telefonvorwahl 08731 zu erreichen, sondern unter 08732, wie etwa Frontenhausen und Marklkofen.

### Stadtanlage

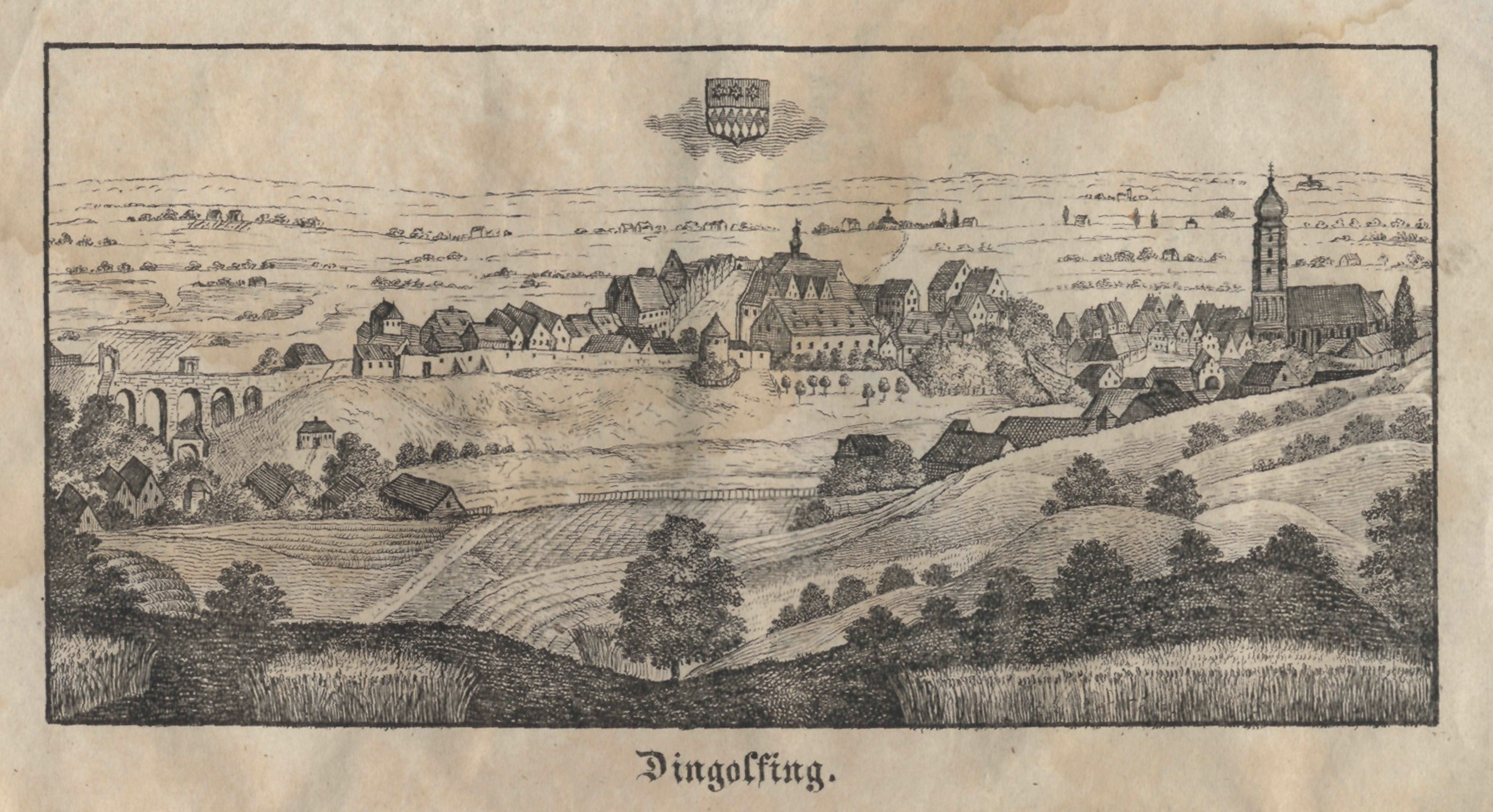
Historische Ansicht der Stadt Dingolfing aus der 1. Hälfte des 19. Jahrhunderts. Erkennbar sind von links u. a. die Hochbrücke, die Obere Stadt, die damals noch vorhandene Stadtmauer, am rechten Bildrand die Untere Stadt mit der Pfarrkirche St. Johannes

Dingolfing hat eine bemerkenswerte Stadtanlage: Die eigentliche Kernstadt mit dem Marienplatz (früher: Wollerzeile), der platzartig geweiteten Bruckstraße und die ehemalige Handwerkerzeile Lederergasse sowie der Pfarrkirche St. Johannes wird von einer Oberstadt überragt, die sich auf einer Erhebung befindet, die nach drei Himmelsrichtungen abfällt. Beide Stadtteile sind an ihrer einzigen historischen Verbindung, dem Steinweg, durch ein innerstädtisches Tor, den Reiserbogen geschieden. U. U. kann man in dieser Dichotomie eine Doppelgründung erkennen: Während die wittelsbachischen Herzöge in der Oberstadt Fuß fassten, versuchte sich der Bischof von Regensburg in der Unterstadt zu behaupten, ehe die Wittelsbacher im Zuge ihres Landesausbaus den Bischof im 13. Jahrhundert aus der Stadt drängten und die Gesamtstadt in ihrer Hand vereinigten.

### Hydrologie

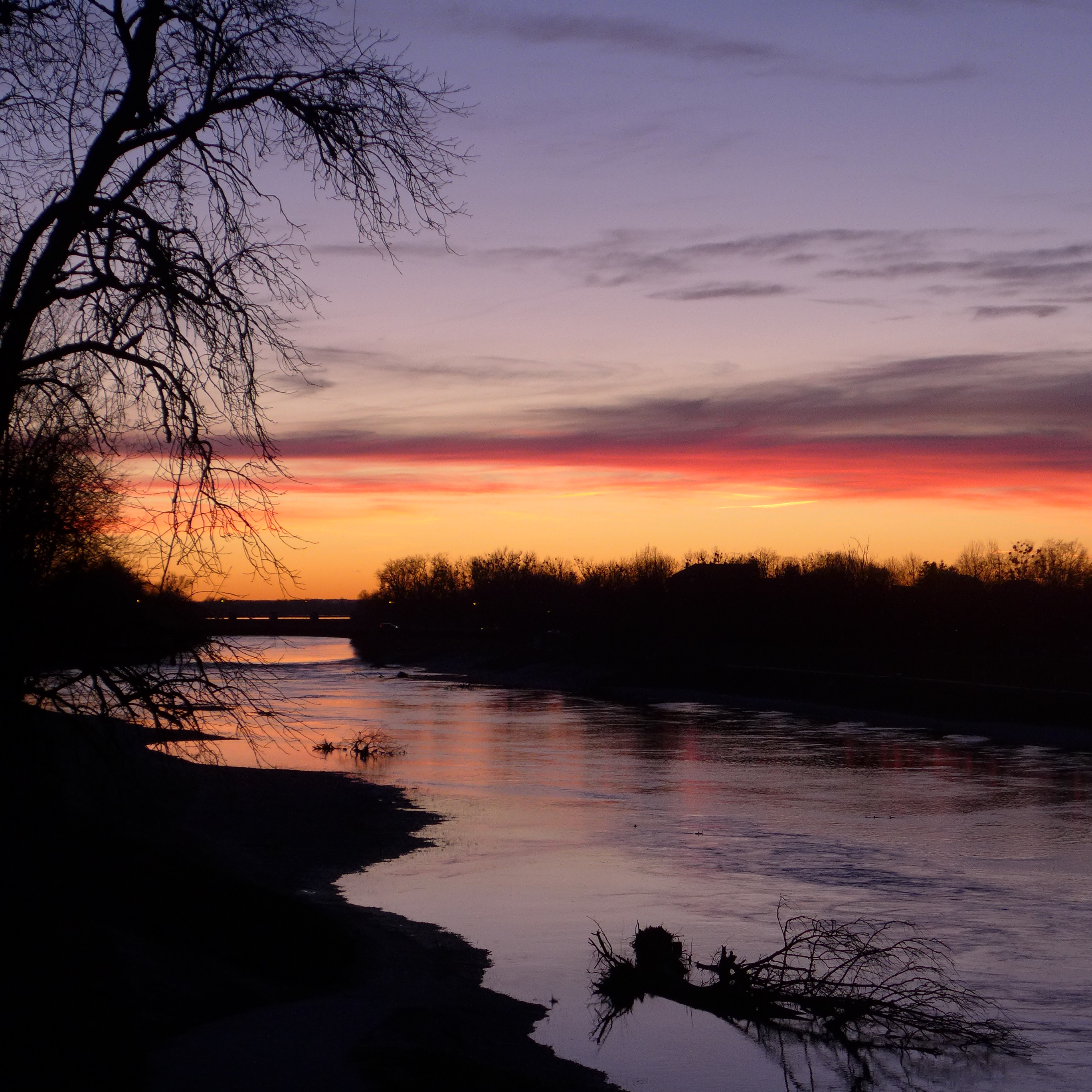
Foto von der renaturierten Isar Dingolfing mit Blick auf die alte Isarbrücke

Die Isar durchfließt das Stadtgebiet von West nach Ost. Der ehemalige Wildfluss wurde etwa 1890 reguliert und ist seit 1957 im westlichen Teil der Stadt durch das Wasserkraftwerk Dingolfing zum Stausee Dingolfing aufgestaut. Neben der wirtschaftlichen Nutzung dient dieses Gebiet auch als Naherholungsgebiet sowie als Brutstätte für viele Wasservogelarten. Ein renaturiertes Teilstück der Isar Dingolfing wurde am 6. Mai 2018 offiziell freigegeben. Weitere Fließgewässer sind der Teisbach, der den gleichnamigen Ortsteil durchfließt, der Asenbach, der Längenmühlbach links der Isar sowie der Stadtmühlbach, der parallel zur Isar und in Teilen verrohrt durch die Innenstadt fließt. Dort beschreibt er den ehemaligen Verlauf der Isar vor der Regulierung. Auf Höhe der Fischerei wird der Stadtmühlbach in Form eines Dükers unter dem Asenbach hindurch geleitet. Dieser Stadtbach wird aus dem Sickergraben direkt am Einlaufbauwerk in die Isar unterhalb des Wasserkraftwerks Dingolfing nach rechts ausgeleitet.

## Geschichte

### Historiographie

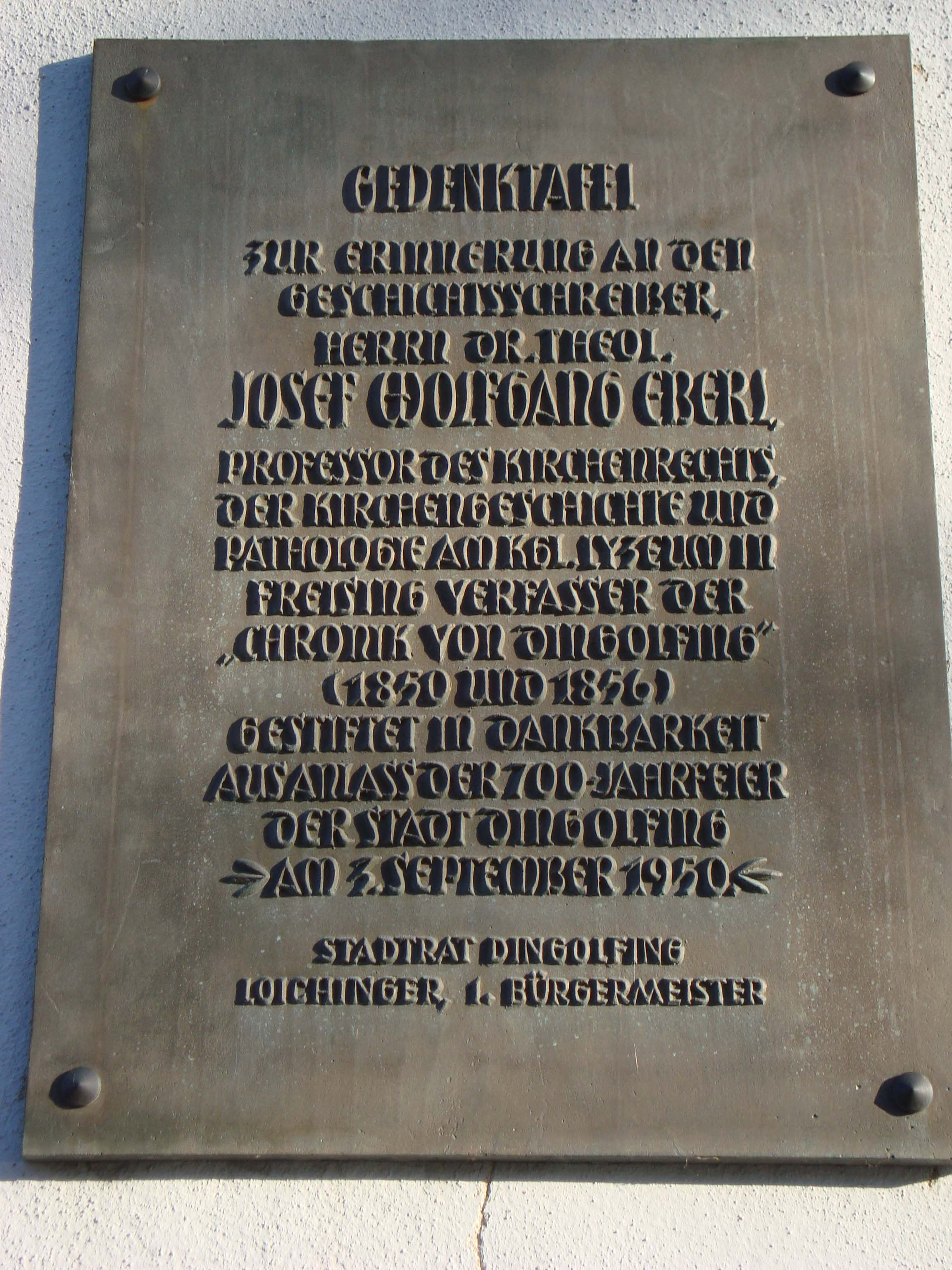
Gedenktafel in der Oberen Stadt für Josef Wolfgang Eberl, Gymnasialprofessor in Freising für Kirchenrecht, Kirchengeschichte und Patrologie. Die Tafel bezeichnet ihn fälschlicherweise als Professor der „Pathologie“.

Die älteste zusammenfassende Darstellung zur Dingolfinger Stadtgeschichte stammt aus der Feder des Gymnasialprofessors und Theologen Josef Wolfgang Eberl. Eberls Werk fällt in die Zeit der Entstehung einer modernen historisch-kritischen Geschichtswissenschaft und ist damit seinerseits heute ein Zeugnis für die historische Sichtweise in der Mitte des 19. Jahrhunderts. Als gültige Darstellung muss es als überholt gelten, wenngleich insbesondere Eberls epigraphische Notizen von bleibendem Wert sind. Im Grunde hat die Stadt seit Eberl keine historische Gesamtdarstellung mehr gefunden. Markmillers umfängliches Buch bezieht sich vornehmlich auf die Baugeschichte der Stadt, wenngleich hier auch wesentliche Aspekte der allgemeinen Geschichte auf exakter Auswertung der Baubefunde und Schriftquellen dargelegt werden.
Wesentliche Detailarbeit wurde aber vor allem in der Regionalzeitschrift Der Storchenturm publiziert. Eine neuere übergreifende Gesamtdarstellung unter Einbeziehung sozial- und wirtschaftshistorischer Aspekte steht aus.

### Historischer Abriss

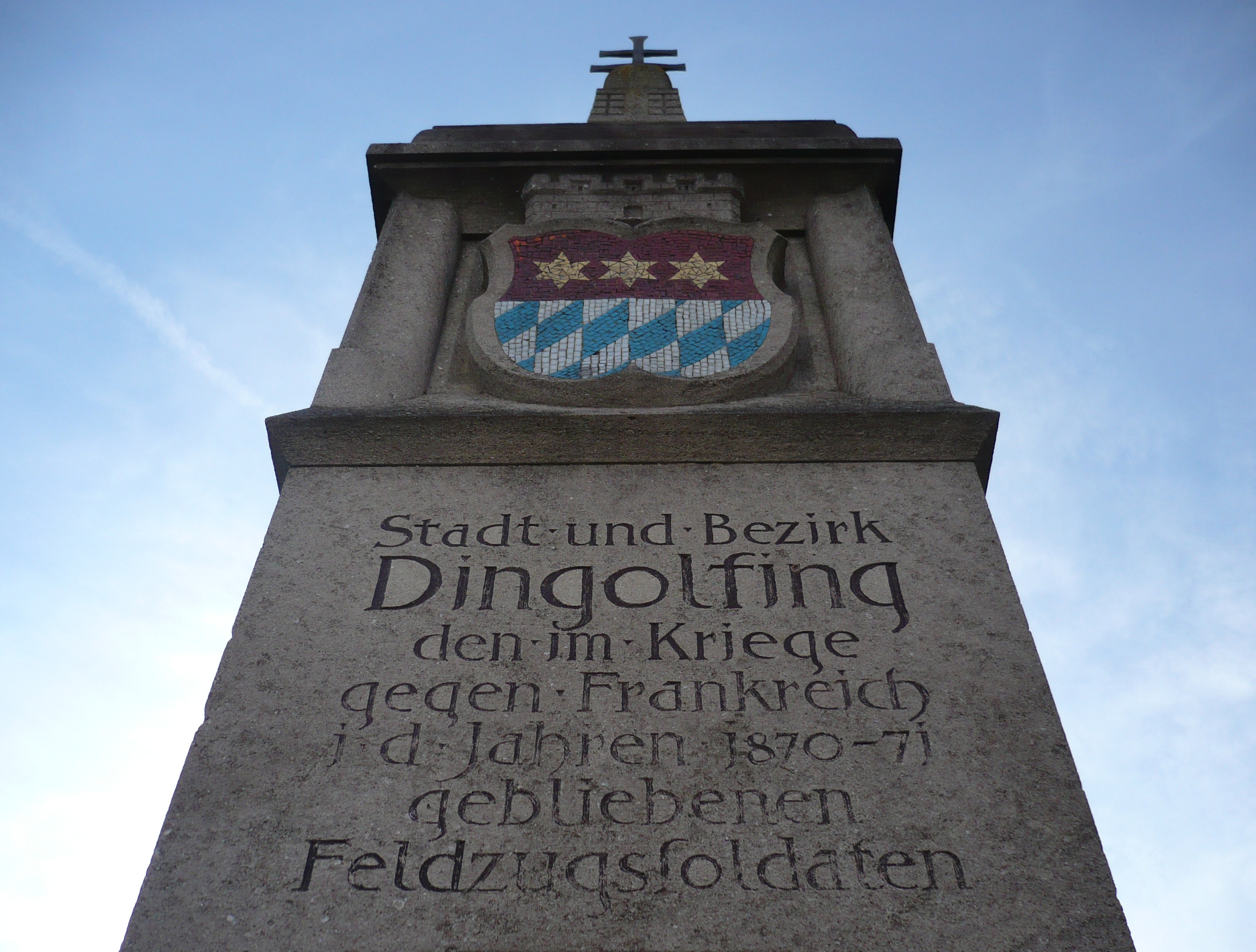
Denkmal in der Oberen Stadt für die Gefallenen des Deutsch-Französischen Krieges 1870/71 aus dem Gebiet des Bezirksamts Dingolfing

Dingolfing feierte im Jahr 2001 das 750-jährige Jubiläum der Stadtgründung, wenngleich die Ansiedlung deutlich älter ist. Jungsteinzeitliche Siedlungen innerhalb und außerhalb der Altstadt sind nachgewiesen. Im 8. Jahrhundert fanden zur Zeit des agilofingischen Herzogtums Kirchensynoden in Dingolfing statt. Anlässlich einer solchen Versammlung unter Herzog Tassilo III. wird Dingolfing im Jahre 770 erstmals als Thingolfinga erwähnt. Die erste urkundliche Nennung erfolgte am 27. Mai 833 in einem Diplom Ludwigs des Deutschen für Kloster Sankt Emmeram in Regensburg, worin Ludwig dem Bischof Baturich den Besitz einer Kirche und sechs Höriger im Gebiet des Fiscus von Dingolfing (Tinguluinga) bestätigt. Für das Jahr 932 ist eine Synode urkundlich erwähnt, die König Heinrich I. anberaumt hatte, um im Abwehrkampf gegen die Ungarn zu bestehen. Aus dieser Zeit entstammt auch die Burg, die dann ab 1410 von den bayerischen Herzögen für ihre Zwecke umgebaut worden ist.
Im Jahre 1274 wurde Dingolfing das Stadtrecht verliehen. Die originalen Stadtrechtsurkunden sind seit dem Stadtbrand von 1743 verloren, doch besteht eine mehrfache kopiale Überlieferung.
Nach der dritten bayerischen Landesteilung gehörte Dingolfing zuerst zum Straubinger Teilherzogtum und fiel mit dessen Ende 1425 an Linie Bayern-Ingolstadt. Mit deren Aussterben wiederum (1447) gelangte Dingolfing unter die Herrschaft der sogenannten Reichen Herzöge von Bayern-Landshut und verblieb dort bis auch diese Linie des Hauses Wittelsbach 1503 mit Georg von Landshut im Mannesstamm erlosch. Der Landshuter Erbfolgekrieg sicherte der Münchener Linie der Wittelsbacher den Großteil des Landshuter Erbes, darunter auch Dingolfing, das damit zum nunmehr wiedervereinigten gesamtbayerischen Herzogtum gehörte. Während des Spätmittelalters, insbesondere während der Zugehörigkeit zum Landshuter Teilherzogtum erlebte die Stadt eine wirtschaftliche Blütephase, wovon die stattliche Kirche St. Johannes (Grundsteinlegung 1467) Zeugnis ablegt. Nach wirtschaftlichem Niedergang im 17. Jahrhundert und einer schwedischen Besatzung und Plünderung im Dreißigjährigen Krieg brachte der Österreichische Erbfolgekrieg 1743 eine Katastrophe über die Stadt. Im Zuge von Kampfhandlungen zwischen feindlichen österreichischen Truppen einerseits und den verbündeten Franzosen andererseits gingen große Teile der Stadt in Flammen auf. Die Stadt konnte sich von diesem Schlag nur sehr langsam erholen und versank in weitgehende Bedeutungslosigkeit. Den Zweiten Weltkrieg überstand die Stadt ohne Schäden. Lediglich die Brücke über die Isar wurde von der abziehenden Wehrmacht gesprengt.
An sieben erschossene oder erschlagene jüdische KZ-Häftlinge eines Todesmarsches am Ende des Zweiten Weltkrieges, die zwischen Dingolfing und Unterbubach aufgefunden worden waren und auf dem Städtischen Friedhof begraben wurden, erinnerte ein Gedenkstein. Die Toten wurden 1958 auf den Friedhof der KZ-Gedenkstätte Flossenbürg überführt.
Die Industrialisierung in der zweiten Hälfte des 20. Jahrhunderts, die in Dingolfing mit den Namen der Unternehmen Hans Glas GmbH und BMW verbunden ist, sowie der Zuzug zahlreicher Heimatvertriebener brachten der Stadt neuen Aufschwung. Seit der Eröffnung des Technologie- und Innovationszentrums PuLS der Fachhochschule Landshut im April 2016 ist Dingolfing Hochschulstandort.

### Einwohnerentwicklung
Im Zeitraum 1988 bis 2018 stieg die Einwohnerzahl von 14.133 auf 19.839 um 5.706 Einwohner bzw. um 40,4 %.

### Liste der Bürgermeister
Bürgermeister waren bislang:
- 1426: Konrad Gerbein
- 1433: Michael Oswald
- 1434: Hartung Rabenstain
- 1435: Friedrich Kuebeck
- 1438–1439: Hartung Rabenstain
- 1440–1444: Unbekannt
- 1445–1446: Hans Mäminger
- 1447: Sigmund Vetter
- 1449: Hans Mäminger
- 1454: Hans Hoffdorfer
- 1460–1461: Hans Hoffdorfer
- 1462–1466: Unbekannt
- 1467–1471: Hans Lozenhofer
- 1472–1476: Unbekannt
- 1477–1479: Werner Starz
- 1480–1482: Unbekannt
- 1483: Bernhard Starz, Tuchmacher
- 1484–1487: Unbekannt
- 1488: Andreas Starz, Spitalmeister
- 1489–1493: Unbekannt
- 1494–1497: Balthasar Neumair
- 1498–1500: Unbekannt
- 1501–1504: Michel Brobst
- 1504: Hans Viehpacher
- 1505–1519: Unbekannt
- 1519–1520: Peter Klingpeck
- 1521–1523: Unbekannt
- 1524: Andreas Leitgeb, Kastner
- 1525: Lorenz Schnick
- 1526–1528: Unbekannt
- 1529: Kaspar Neumair
- 1530: Unbekannt (evtl. Kaspar Neumair)
- 1531: Hans Viehpacher
- 1532–1538: Unbekannt
- 1539: Kaspar Neumair
- 1540–1543: Unbekannt
- 1544: Hans Viepacher
- 1545: Georg Aicher
- 1546–1548: Unbekannt
- 1549: Sigmund Hagen
- 1550: Hans Viehpacher
- 1551: Georg Aicher
- 1552: Kaspar Neumair
- 1553–1556: Unbekannt
- 1556: Kaspar Eisler
- 1556: Sigmund Hagen
- 1557: Unbekannt
- 1558: Sigmund Hagen
- 1559: Unbekannt
- 1560: Tobias Widmann
- 1561–1563: Unbekannt
- 1564–1565: Hans Aicher
- 1566: Matthias Klingpeck
- 1567: Sigmund Auer
- 1568–1569: Unbekannt
- 1570: Matthias Klingbeck
- 1571: Wolfgang Maltseder
- 1572: Hans Mäminger
- 1573–1578: Unbekannt
- 1579: Wolfgang Widmann
- 1580: Unbekannt
- 1581: Wolfgang Maltseder
- 1582: Georg Garr
- 1583: Sigmund Praunsweckl
- 1584: Hans Mäminger
- 1585: Wolfgang Widmann
- 1586: Hans Perngeher
- 1587: Wolfgang Widmann–Georg Garr
- 1588: Kaspar Hörberger
- 1589–1590: Unbekannt
- 1591: Tobias Widmann
- 1592: Sigmund Praunsweckl
- 1593–1599: Unbekannt
- 1600: Hans Perngeher
- 1601: Georg Thanner
- 1602: Unbekannt
- 1603: Hans Perngeher( Peringer?)
- 1604: Michael Hort
- 1605–1610: Unbekannt
- 1611: Michael Ernst
- 1612: Unbekannt
- 1613:Michael Hort
- 1614–1618: Unbekannt
- 1619: Adam Thurnhuber
- 1620–1621: Unbekannt
- 1622: Jakob Plenninger
- 1623–1624: Unbekannt
- 1625: Josef Widmann
- 1626: Unbekannt
- 1627: Wolfgang Schweickhert
- 1628–1629: Unbekannt
- 1630: Georg Dorfner, Bierbräu
- 1631: Joseph Widmann, Handelsmann
- 1632–1634: Unbekannt
- 1635–1636: Michael Ernst, Bierbräu
- 1637: Christoph Hochholzer
- 1638–1639: Michael Ernst, Bierbräu
- 1640: Christoph Hochholzer
- 1641–1642: Unbekannt
- 1643: Isaak Kellmayr, Handelsmann
- 1644–1645: Unbekannt
- 1646: Georg Nidermayr
- 1647–1648: Unbekannt
- 1649: Christoph Hochholzer
- 1650–1651: Unbekannt
- 1652–1654: Georg Dorfner, Bierbräu
- 1655–1656: Unbekannt
- 1657: Wolf Haslbeck
- 1657: Michael Ernst, Bierbräu
- 1658: Unbekannt
- 1659: Georg Nidermayr
- 1660–1670: Unbekannt
- 1671–1672: Johann Haas
- 1672: Isaak Kellmayr, Handelsmann
- 1673–1677: Johann Culinas, Handelsmann
- 1678: Unbekannt
- 1679: Christoph Khäser
- 1680: Gabriel Dorfner, Bierbräu
- 1680: Johann Haas
- 1681–1684: Gabriel Dorfner, Bierbräu
- 1684: Johann Culinas
- 1685–1686: Unbekannt
- 1687: Johann Haas
- 1688: Christoph Khäser
- 1689: Hieronymus Khisl, Apotheker
- 1690: Unbekannt
- 1691–1692: Batholomäus Thurnhueber, Tuchmacher
- 1693–1694: Unbekannt
- 1695: Christoph Mädlseder
- 1696: Hieronymus Khisl, Apotheker
- 1697–1699: Unbekannt
- 1700: Bernhard Haslböck, Handelsmann
- 1701: Batholomäus Thurnhueber, Tuchmacher
- 1702: Georg Schmidhueber/Bernhard Haslböck (?)
- 1703–1706: Unbekannt
- 1707–1710: Philipp Räder, Lebzelter
- 1711–1712: Johann Ludwig Schmidhueber, Bader
- 1712: Bernhard Haslböck, Handelsmann
- 1712: Philipp Räder, Lebzelter
- 1713–1714: Bernhard Haslböck, Handelsmann
- 1715: Philipp Räder, Lebzelter
- 1716: Johann Holzer
- 1717–1721: Unbekannt
- 1722: Kaspar Wels, Bader
- 1723: Unbekannt
- 1724: Franz Käser, Bäcker
- 1725–1727: Unbekannt
- 1728: Georg Schwäbl
- 1729–1732: Unbekannt
- 1733: Joseph Reicheneder
- 1734–1738: Unbekannt
- 1739: Johann Georg Heigl
- 1740: Unbekannt
- 1741–1745: Joseph Reicheneder, Handelsmann
- 1745: Adam Ignaz Gaar
- 1746–1747: Georg Kaspar Wels, Bader
- 1748–1749: Adam Tappberger, Zinngießer
- 1750–1753: Johann Georg Aigner, Bierbräu
- 1754: Adam Tappberger, Zinngießer
- 1755–1756: Johann Georg Schwäbl, Bäcker
- 1756–1761: Anton Nündl, Seiler
- 1762–1764: Adam Tappberger, Zinngieser
- 1765–1749: Unbekannt
- 1750–1753: Johann Georg Aigner, Bierbräu
- 1754: Adam Tappberger, Zinngießer
- 1755–1756: Johann Georg Schwäbl, Bäcker
- 1756–1761: Anton Nündl, Seiler
- 1762–1764: Adam Tappberger, Zinngießer
- 1765–1768: Johann Martin Mayr, Färber
- 1768: Franz Xaver Weidinger
- 1769–1772: Franz Anton Käpflsperger, Färber
- 1773: Franz Xaver Weidinger, Bortenmacher
- 1774–1775: Johann Martin Mayr, Färber
- 1776–1777: Franz Xaver Weidinger, Bortenmacher
- 1778–1779: Dominikus Garr, Lederer
- 1780: Unbekannt
- 1781: Anton Linsmayr, Weingastgeber
- 1781: Andreas Grueber, Lederer
- 1782–1783: Johann Paul Ebenbeck, Lebzeltler
- 1784–1785: Andreas Grueber, Lederer
- 1786–1788: Josef Reitsberger, Färber
- 1789: Anton Simon, Maler
- 1790–1793: Unbekannt
- 1794: Lorenz Pell,Büchsenmacher
- 1795: Unbekannt
- 1796–1797: Lorenz Pell, Büchsenmacher
- 1798–1799: Johann Weingartner, Binder
- 1800–1803: Johann Nepomuk Fellerer, Färber
- 1804–1806: Anton Simon, Maler
- 1807: Unbekannt
- 1808: Johann Nindl
- 1808–1818: Kommunaladministration unter den Stadtrichtern Seibert und Georg Mann
- 1818–1824: Joseph Waltenberger, Zinngießer
- 1824–1827: Sebastian Partheter, Kaminkehrer
- 1827–1830: Anton Rothbauer, Seifenfabrikant
- 1830–1831: Johann Baptist Hundhammer, Melber
- 1833: Franz Paul Tensi, Handelsmann
- 1834–1836: Johann Baptist Hundhammer, Melber
- 1836–1839: Joseph Franzis
- 1839–1845: Max Hödl, Nadler
- 1845–1851: Alois Pucher
- 1851–1869: May Wolfbauer, Kaminkehrer
- 1870–1873: Anton Nindl, Bierbräu
- 1873–1875: Wolfgang Demelmeier, Kaufmann
- 1876–1883: Georg Hauer, Kaufmann
- 1884–1887: Anton Erlacher, Kaufmann
- 1888–1896: Johann Baptist Nirschl, Seifensieder
- 1896–1897: Anton Erlacher, Kaufmann
- 1898–1905: Franz Rieder, Uhrmacher
- 1906–1918: Johann Baptist Nirschl, Seifensieder
- 1919–1934: Georg Amon, Rechtsanwalt
- 1934–1945: Alfons Deschauer, Zahnarzt
- 1945: Anton Maier, Buchdrucker
- 1945: Josef Kaiser, Händler
- 1945–1952: Fritz Loichinger, Konditor
- 1952–1956: Otto Knahn, Rechtsanwalt
- 1956–1960: Ludwig Knoller, Amtsrichter
- 1960–1990: Heinz Heininger, Angestellter
- 1990–2002: Erwin Rennschmid, Beamter
- 2002–2020: Josef Pellkofer, Verwaltungsjurist
- seit 2020: Armin Grassinger, Heizungsbauer

## Politik

### Bürgermeister
Seit 1. Mai 2020 ist der Heizungsbauer Armin Grassinger (Unabhängige Wählergemeinschaft) Bürgermeister. Er wurde in der Stichwahl am 29. März 2020 mit 71,40 % der Stimmen gewählt. Sein Vorgänger war Josef Pellkofer (Unabhängige Wählergemeinschaft), im Amt von Mai 2002 bis April 2020; er bewarb sich nicht mehr um die Wiederwahl.

### Stadtrat
Dingolfing hat als kreisangehörige Gemeinde 24 Stadträte. Bei der letzten Wahl am 15. März 2020 ergab sich folgende Sitzverteilung:
- UWG 7 Sitze (plus Bürgermeister)
- CSU 5 Sitze
- SPD 5 Sitze
- Bürger für Bürger e. V. (BfB) 3 Sitze
- Bürgerliste (BL) 2 Sitze
- AfD 1 Sitz
- FDP 1 Sitz

Die in Dingolfing traditionell außerordentlich niedrige Wahlbeteiligung betrug 49,8 %.
BL und FDP haben eine Ausschussgemeinschaft gebildet, um bei der Besetzung der Ausschüsse berücksichtigt zu werden. Keine der beiden Listen hat Fraktionsstatus.
Am 14. Mai 2020 war die konstituierende Sitzung des neu gewählten Stadtrats. Dabei wurden Maria Huber (UWG) als Zweite Bürgermeisterin und Valentin Walk (CSU) als Dritter Bürgermeister vom Stadtrat gewählt.

### Wappen
| Wappen von Dingolfing | Blasonierung: „Unter rotem Schildhaupt, darin nebeneinander drei sechsstrahlige goldene Sterne, die bayerischen Rauten.“ |
| Wappen von Dingolfing | Wappenbegründung: Die bayerischen Rauten erinnern an die wittelsbachische Stadtherrschaft seit 1251, als sich der bayerische Herzog Otto II. im Verlauf der kriegerischen Auseinandersetzungen mit dem Bischof von Regensburg um die Herrschaftsrechte an der unteren Isar in Dingolfing festsetzen konnte und die Oberstadt befestigte (Stadtgründung). Die Sterne sind wohl ein altes Ortszeichen und in diesem Fall kein Mariensymbol. Das älteste Siegel, das aus der Zeit der Stadtrechtsverleihung (1274) stammt, ist in Abdrucken seit 1290 bekannt und enthält das Wappen im Dreiecksschild. Das erste Siegel zeigt die Rauten mit nur zwei Sternen im Schildhaupt. Seit dem zweiten Siegel aus der Mitte des 14. Jahrhunderts blieb die Dreizahl der Sterne in Siegel und Wappen unverändert. Seit der Mitte des 16. Jahrhunderts zeigen farbige Abbildungen die heutigen Tingierungen. |

### Städtepartnerschaften
- Österreich: Enns, Oberösterreich, seit 17. Oktober 1965
- Frankreich: Brumath (Elsass), seit 26. September 1970

## Kultur und Sehenswürdigkeiten

### Regelmäßige Veranstaltungen
- Faschingsumzug in Teisbach (der größte Faschingsumzug in Ostbayern) am Faschingssonntag
- Mittefastenmarkt: am dritten und vierten Mittwoch nach Aschermittwoch
- Fischerfest: Freitag vor bis Montag nach dem ersten Sonntag im August
- Dingolfinger Halbmarathon: seit 2003 jährlich im September stattfindend[21]
- Kirchweih Volksfest (Dingolfinger Kirta): von Freitag bis Mittwoch am 3. Oktoberwochenende
- Nikolausmarkt: erstes bis zweites Adventswochenende
- Redboxfestival: seit 2007 einmal jährlich (Ausnahme 2014)[22]
- Kneipenfestival: seit 2010 einmal jährlich
- Dingfest: mehrtägiges Programm während jeder Fußball Europa- oder Weltmeisterschaft
- Motorrad-Sandbahnrennen: jährlich am 1. Mai im Isar-Waldstadion internationale Motorrad-Sandbahnrennen

### Sehenswürdigkeiten

#### Pfarrkirche St. Johannes

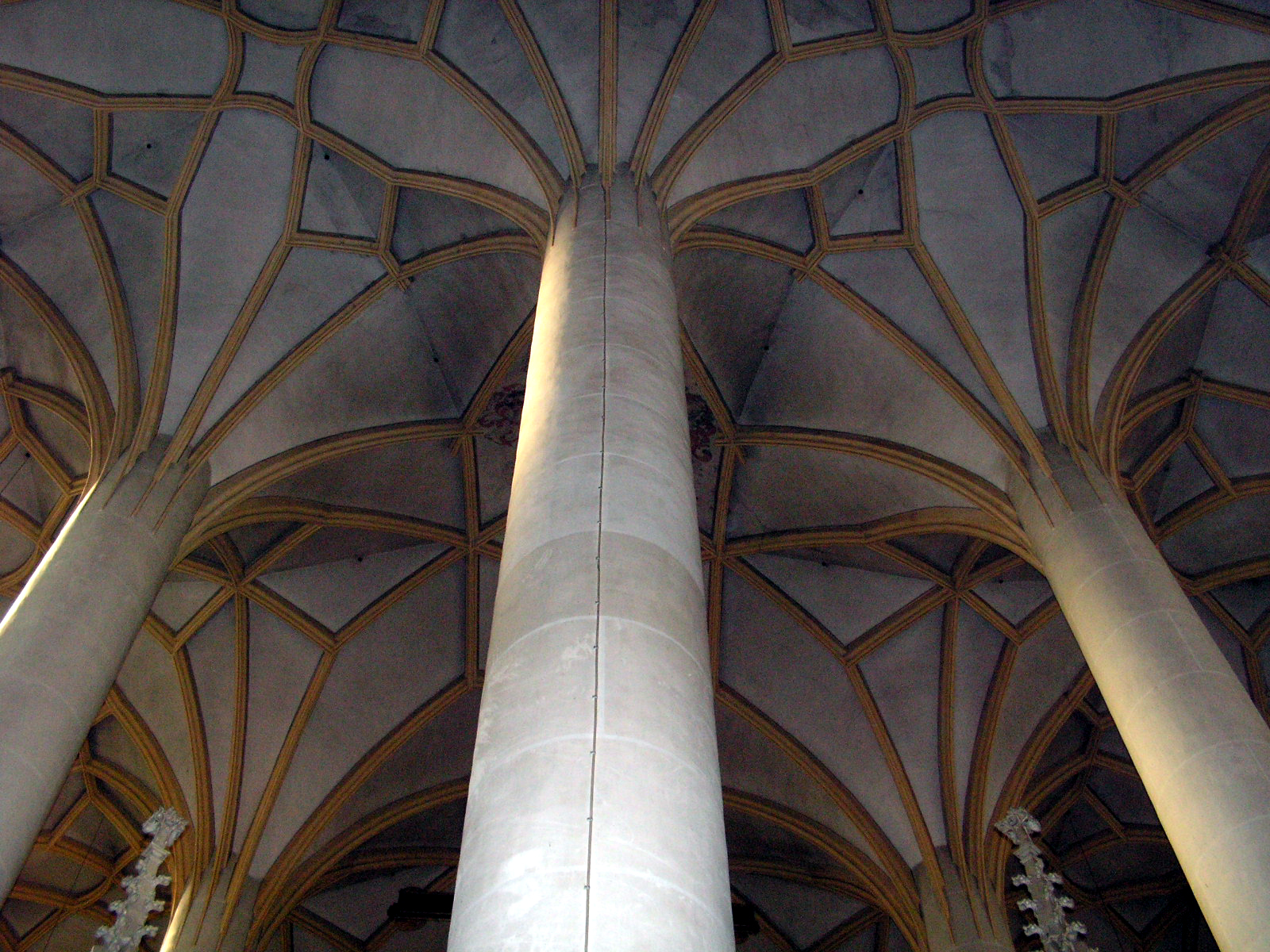
Stadtpfarrkirche St. Johannes, Chorgewölbe

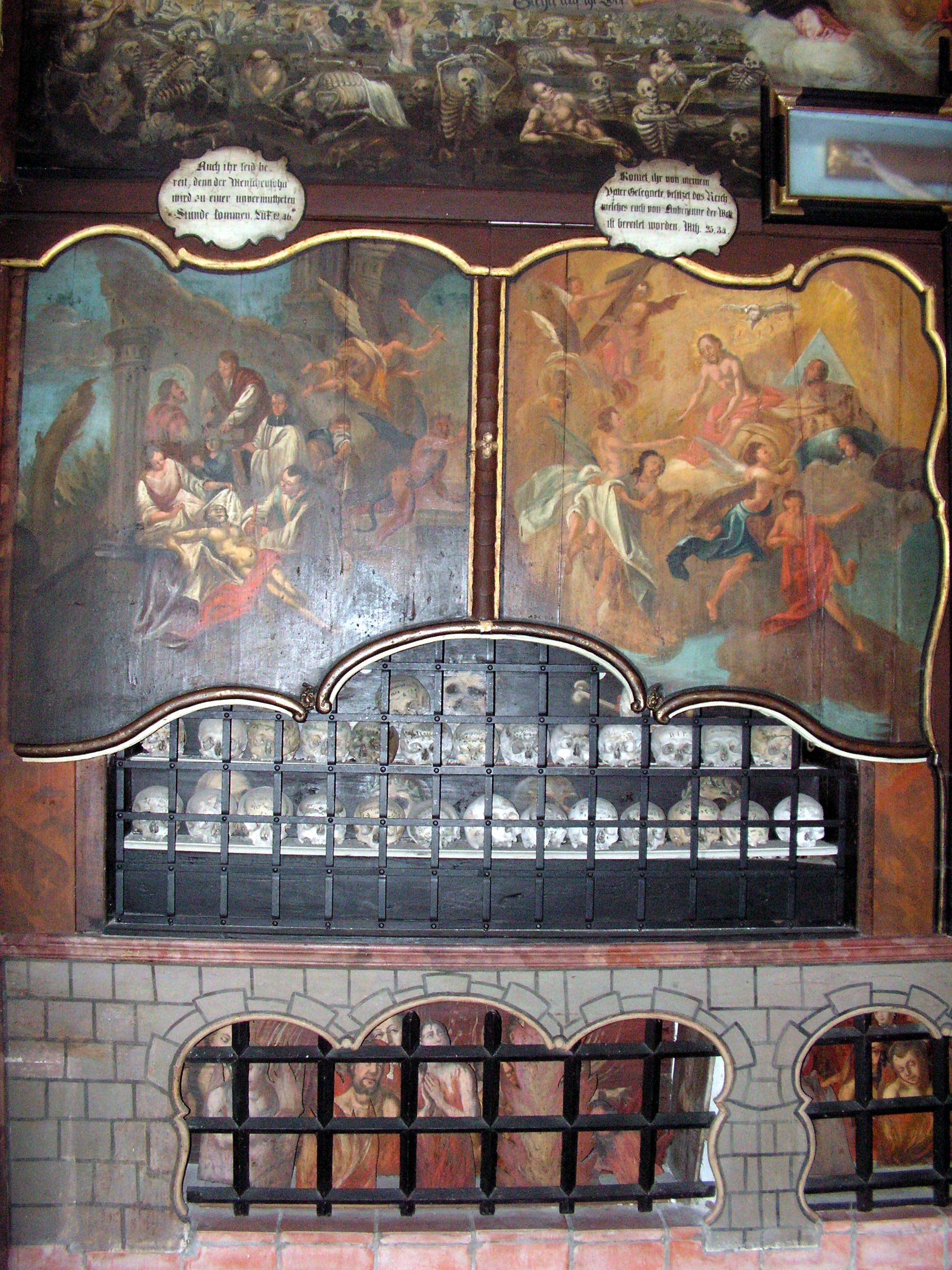
Barocker Karner an der Dreifaltigkeitskapelle

Das bedeutendste Bauwerk und Wahrzeichen der Stadt ist die dreischiffige spätgotische Hallenkirche St. Johannes, die der Landshuter Bauschule zugerechnet werden kann. Der Bau wurde lt. einer Bauinschrift 1467 begonnen. Der Gewölbeschluss erfolgte im Jahre 1502. Der Turm wurde in den Jahren 1634 und 1688 um zwei Geschosse erhöht und erreicht nunmehr 84 Meter. Im Jahre 1868 wurde die barocke Zwiebelhaube des Turms durch einen Spitzhelm ersetzt. Die Innenausstattung und die Glasmalereien stammen größtenteils aus der Phase der Regotisierung der Kirche während des späten 19. Jahrhunderts Hervorzuheben sind ein überlebensgroßes spätmittelalterliches Kruzifix, das hängend im Vierungsgewölbe angebracht ist („kolossaler Herrgott von Dingolfing“, Anfang 16. Jahrhundert) sowie spätmittelalterliche Plastiken der Kirchenpatrone Johannes der Evangelist und Johannes der Täufer. Ebenso ist ein ursprüngliches Glasgemälde des Spätmittelalters im Norden auf Höhe des Chores erhalten. Der zugehörige Pfarrhof ist ein stattlicher barocker Bau aus dem Jahre 1729 mit Walmdach. Im Bereich der Pfarrkirche befindet sich die spätmittelalterliche Dreifaltigkeits- oder Schusterkapelle, an die im Westen ein barocker Karner

Wallfahrtskirche Geißlung Christi

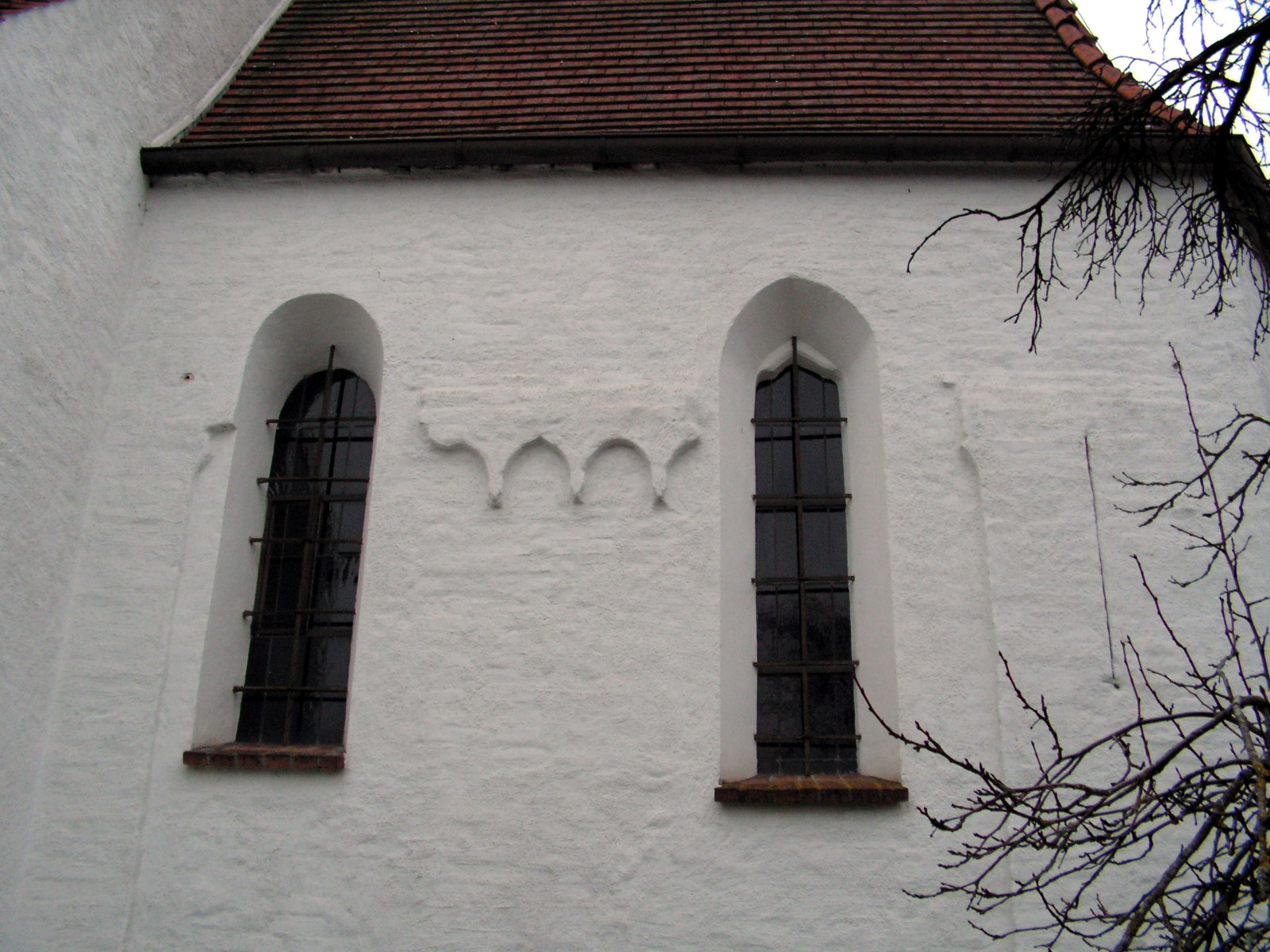
St. Ägidius in Brunn, südliche Chorwand mit Spitzbogenfries

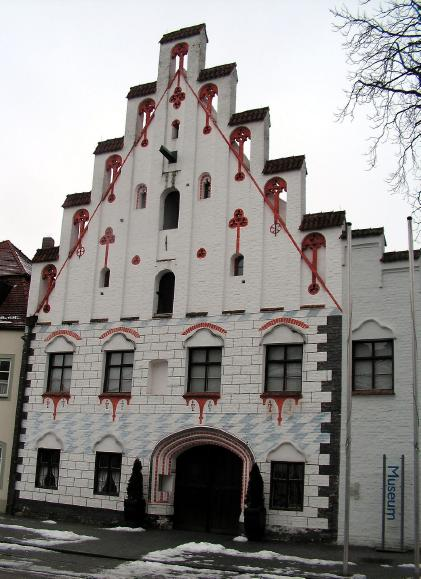
Herzogsburg in Dingolfing, Hauptfassade

angefügt wurde.

#### Kirche St. Josef
Von kaum minder hoher bauhistorischer Bedeutung als die Kirche St. Johannes ist auch die als Saalkirche angelegte katholische Pfarrkirche St. Josef im Stadtteil Höll, links der Isar. Das Sichtziegelbauwerk ist das letzte große Werk des bedeutenden Münchner Architekten Robert Vorhoelzer, der als Vertreter der dortigen Postbauschule zu den wichtigen Architekten der klassischen Moderne gerechnet werden darf; der Bau wurde postum 1954–1956 errichtet. Das Gotteshaus findet sein Pendant in München-Giesing in der Pfarrkirche Maria, Königin des Friedens. Motive dieses Bauwerks entwickelte Vorhoelzer für St. Josef fort. Unter den Ausstattungsstücken ist eine Madonnenfigur von 1628 aus der 1945 untergegangenen Stiftskirche Obermünster in Regensburg erwähnenswert. Die Orgel wurde von Orgelbau Zeilhuber im Jahr 1961 erschaffen und 1982 durch Orgelbau Weise fertiggestellt.

#### Erlöserkirche
Die evangelische Erlöserkirche von Gustav Gsaenger, die 1960 eröffnet wurde, ist ein bemerkenswerter Bau mit vorgeblendetem Bruchsteinmauerwerk aus Bayerwald-Granit. Die Kirche ist durch eine große Westrosette aus Betonfiligran, ein Glasgemälde im Chorfenster und einen campanileartigen Turm mit markanten Akzenten versehen. Die Orgel ist ein Werk der Firma Steinmeyer aus Oettingen mit 21 Registern. Das Gehäuse wurde ebenfalls von Gustav Gsaenger gestaltet.

#### Geißlung-Christi-Kirche
Die Geißlung-Christi-Kirche im Süden der Stadt ist eine kleine barocke Wallfahrtskirche, die der Dingolfinger Baumeister Matthias Weigenthaler 1753 geschaffen hat. In unmittelbarer Nähe befand sich dort bis 1973 eine Niederlassung der Franziskaner mit zugehöriger Klosterkirche, die im neugotischen Stil von 1853 bis 1867 erbaut worden war. Seit 1975 befindet sich in einem Neubau am selben Ort ein Kloster der Klarissinnen, die ursprünglich in Regensburg beheimatet waren. Im Ortsteil Brunn liegt die kleine gotische Filialkirche St. Ägidius, die im Kern in das 14. Jahrhundert datiert wird. Auf der Empore befindet sich eine Brüstungsorgel aus dem Jahr 1769 von Johann Peter Plersch.

#### Herzogburg und Getreidekasten mit Museum

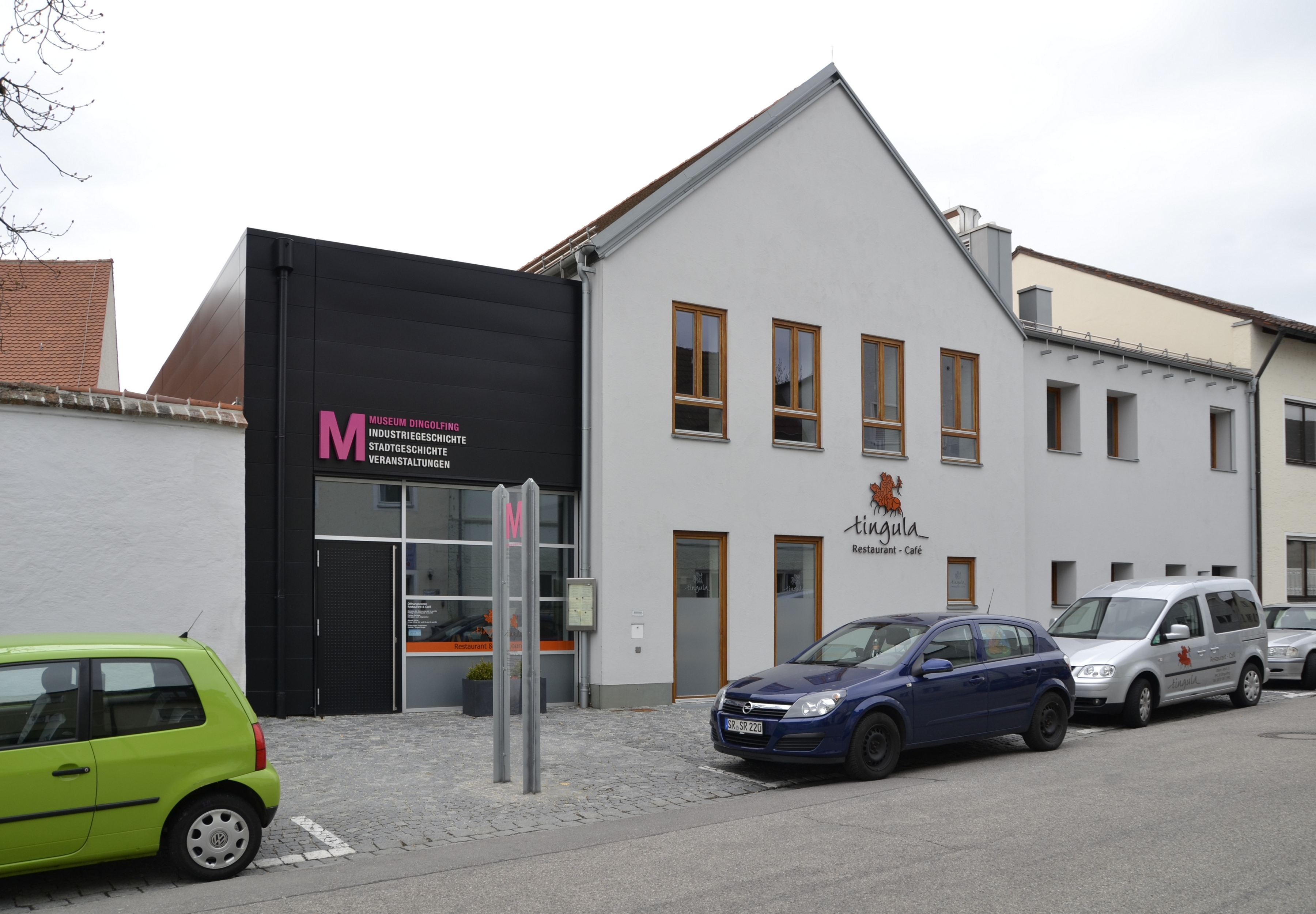
Eingangsbereich des Museums Dingolfing

Die Herzogsburg, ein ehem. herzoglich-bayerisches Verwaltungsgebäude aus der Zeit der Reichen Herzöge des Landshuter Teilherzogtums, ist heute Kern eines Museumsquartiers, das aus drei Teilen besteht. Sie gilt als einer der bedeutendsten Profanbauten der Spätgotik in Niederbayern. Sie wurde zwischen 1957 und 1959 renoviert und beherbergte zunächst ein Museum mit Objekten zur Vor- und Frühgeschichte, zur Stadtgeschichte 16. bis 20. Jahrhundert, zur Handwerksgeschichte 16. bis 20. Jahrhundert Mobiliar, Kleidung. Werkzeug und Gerät zur ländlichen Arbeit und zur allgemeinen Zeitgeschichte. Darunter auch eine Spezialsammlung: Bilder und Zeichen der Volksfrömmigkeit. Im Erdgeschoss ist das Trauungszimmer für standesamtliche Hochzeiten untergebracht. Das Dachgeschoss beherbergt einen großen Veranstaltungssaal mit Galerie. Hier finden Konzerte und Ausstellungen statt. Die historisierende Fassadenbemalung, die im Zuge der Renovierung auf das zuvor sichtbare Backsteinmauerwerk aufgebracht wurde, ist eine freie Nachempfindung ohne historische Vorlage und nicht unumstritten.
2008 wurde das Museumsquartier ergänzt durch das Museum Dingolfing, das im Wesentlichen im südlich anstoßenden Getreidekasten untergebracht ist. Vom Getreidekasten aus kann seitdem auch der Stinkerturm über eine Stahlbrücke betreten werden. Der dritte Teil im Westen beherbergt den Museumsshop und ein Terrassenlokal.

#### Hochbrücke

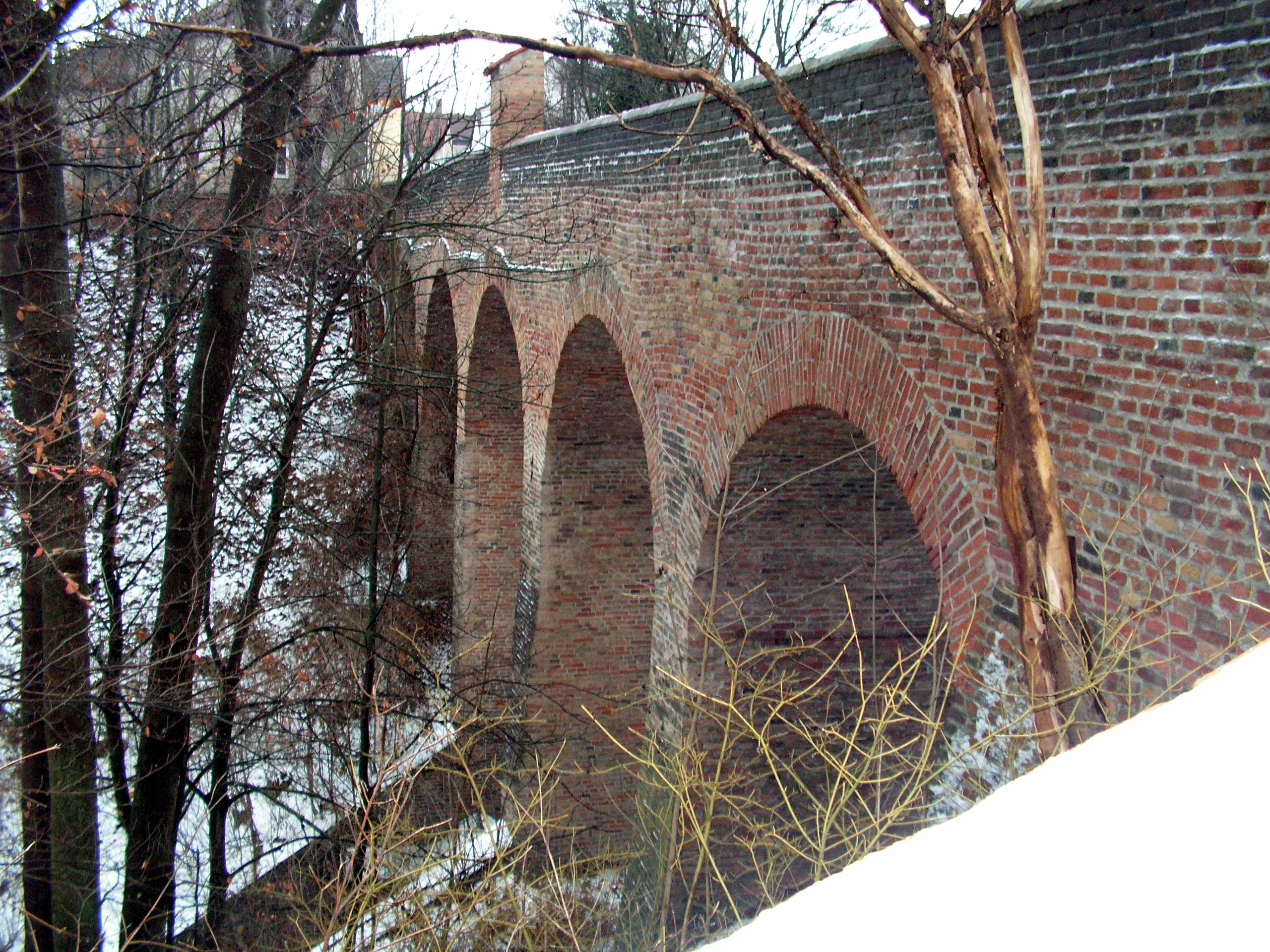
Hochbrücke von Süden

Die Hochbrücke ist eine hohe, auf fünf Jochen errichtete Backsteinbrücke, die 1612 vollendet wurde. Der bayerische Herzog und nachmalige Kurfürst Maximilian I. hatte den Bau durch einen Nachlass der Stadtsteuer gefördert. Das Bauwerk überbrückt den Asenbach und stellt eine der drei Zufahrten zur Oberen Stadt dar.

#### Caprima
Das Caprima ist das einzige Bad im Ort. Es gliedert sich in ein Hallenbad und einen Außenbereich. Es besitzt ca. 5 große Schwimmbecken, 2 Kinderbecken und „alle Temperaturen von 0 bis 95 Grad“ (Konrad Ritzinger), eine Sauna und zwei Rutschen. Es ist im Außenbereich im mediterranen Stil gestaltet und bietet außerdem eine große Liegewiese sowie 2 Sprungbretter.

#### Teisbach

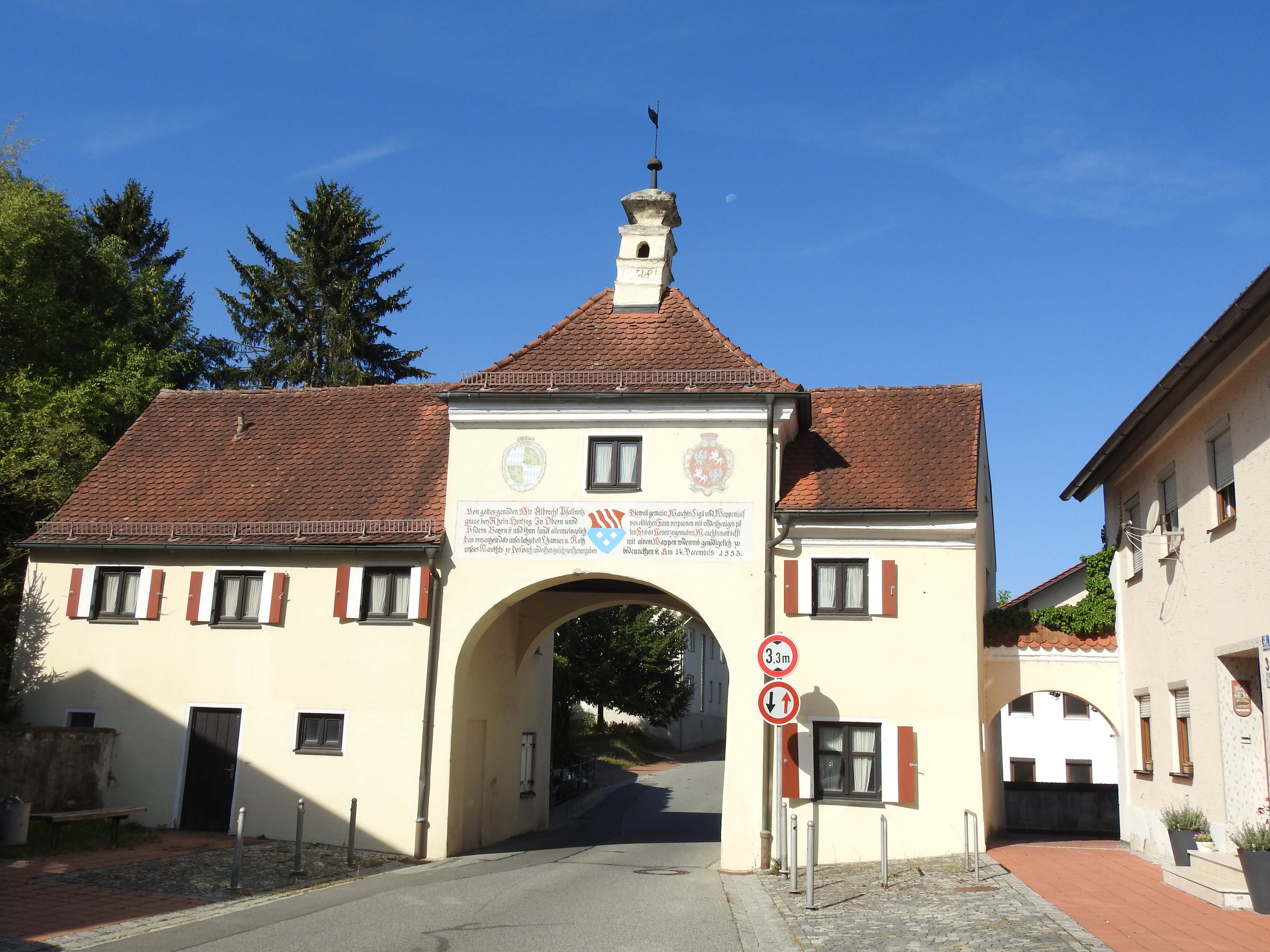
Markttor in Teisbach

Der Gemeindeteil Teisbach war bis zur Eingemeindung nach Dingolfing ein eigenständiger Markt. Die Teisbacher Pfarrkirche St. Vitus ist ein Bau von 1849, der durch seine einheitliche historisierende Ausstattung und Ausmalung und seine durchgängige Formensprache im Rundbogenstil auf das Vorbild der Münchner Großbauten der Ära Friedrich von Gärtner verweist. Daneben ist das Markttor, das der Dingolfinger Baumeister Georg Weigenthaler 1718 erbaut hat, ein Wahrzeichen des ehemaligen Marktes. Es trägt als Fassadenschmuck einen Auszug aus dem herzoglich-bayerischen Marktprivileg für Teisbach von 1533 sowie das herzoglich-bayerische und das Teisbacher Wappen. Das Teisbacher Schloss, das auf einem Bergsporn über dem Isartal gelegen ist, stammt aus dem 14. Jahrhundert. Es wurde im 16. Jahrhundert weitgehend neu errichtet und im 19. Jahrhundert neugotisch überformt. Die Stadt hat das Anwesen im Jahr 2013 aus Privateigentum erworben. Ein Nutzungskonzept gibt es (Stand 2022) nicht, das Inventar wurde vollständig verkauft. Das wahrscheinlich älteste Gebäude Teisbachs ist das Mädlhaus. Dieses Gebäude wird auf das Jahr 1555 datiert und stand jahrelang leer. Nach Erwerb durch die Stadt Dingolfing wird es 2018 denkmalgerecht saniert und soll für Wohnzwecke genutzt werden.

### Baudenkmäler
Das Stadtbild wurde seit dem späten 19. Jahrhundert durch den Abbruch der Stadttore (mit Ausnahme des Wollertores), die weitgehende Niederlegung der Stadtmauern – ein Prozess der bis Mitte der 2000er Jahre andauerte – und innerstädtische Gebäudeabbrüche und Baublockentkernungen verändert, so dass heute im Wesentlichen nur noch der in Teilen bewahrte Grundriss an den mittelalterlichen Ursprung der Stadt erinnert. Zahlreiche innerstädtische Baumaßnahmen der zurückliegenden Jahrzehnte taten ein Übriges, durch flächenhafte Sanierungsprojekte reduzierte sich die Altstadtfläche bis 2010 um ein Drittel. Wertvolle Anlagen, die noch nach 2000 vollkommen zerstört wurden, waren unter anderem ein großer mittelalterlicher Baublock im Bereich Rennweg/Asenbachstraße, ein großer Teilbereich der Stadtmauer nahe dem heutigen Spitalplatz sowie die ehemalige Mädchenschule an der Kirchgasse, die auch als Kloster der Armen Schulschwestern diente. Die Anlage eines Straßentunnels in die Obere Stadt führte in den 1980er Jahren zu einer deutlichen und irreversiblen Störung der historischen Topographie im Nordostbereich der Oberen Stadt/Steinweg. Die Erhaltung dreier historischer Handwerkerhäuser in der Lederergasse war das Ergebnis langwieriger, kontroverser und teilweise polemischer Debatten, nachdem auch hier der Abriss bereits beschlossen schien.

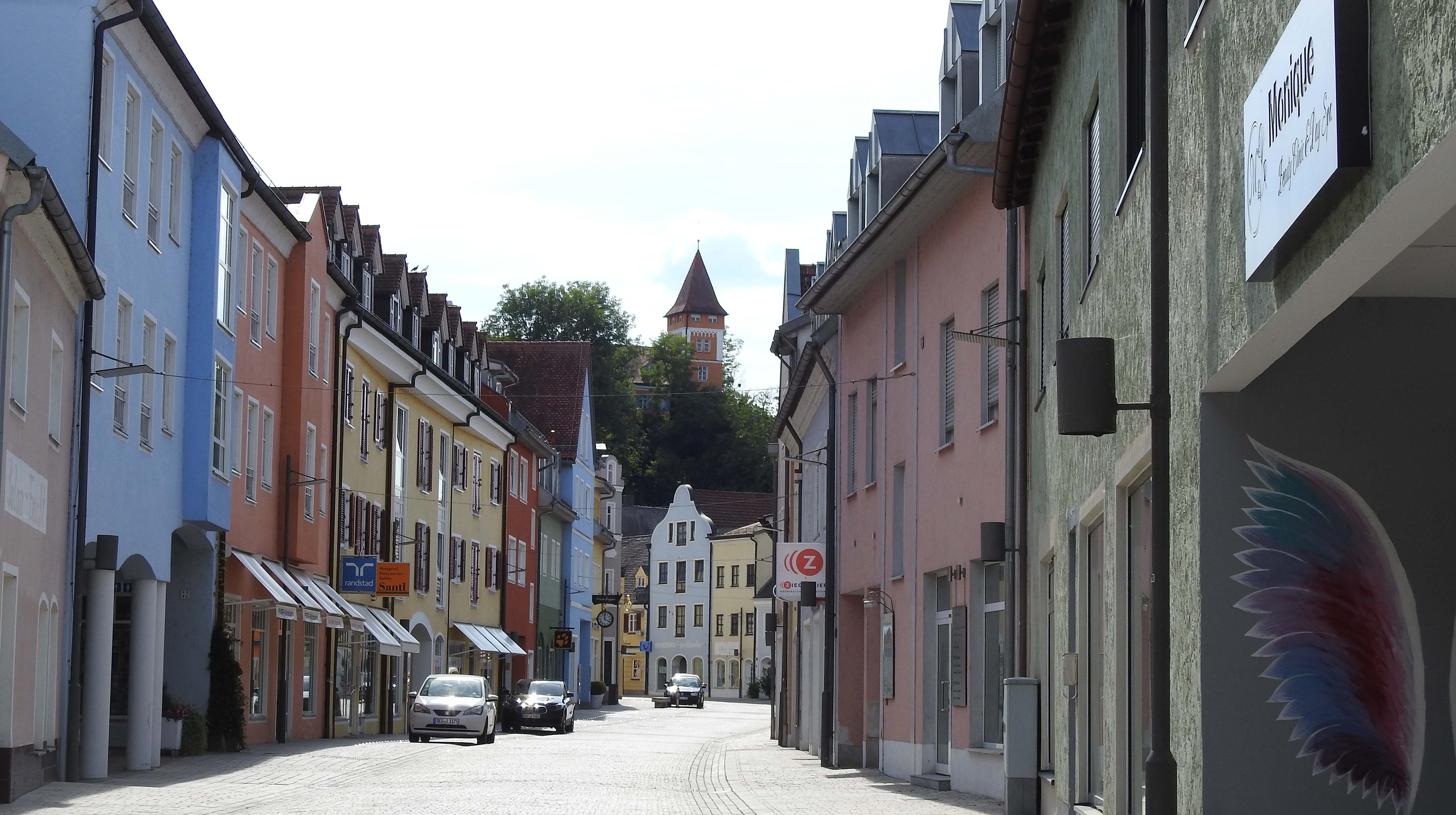
Lederergasse mit Storchenturm

## Wirtschaft und Infrastruktur

### Ansässige Unternehmen

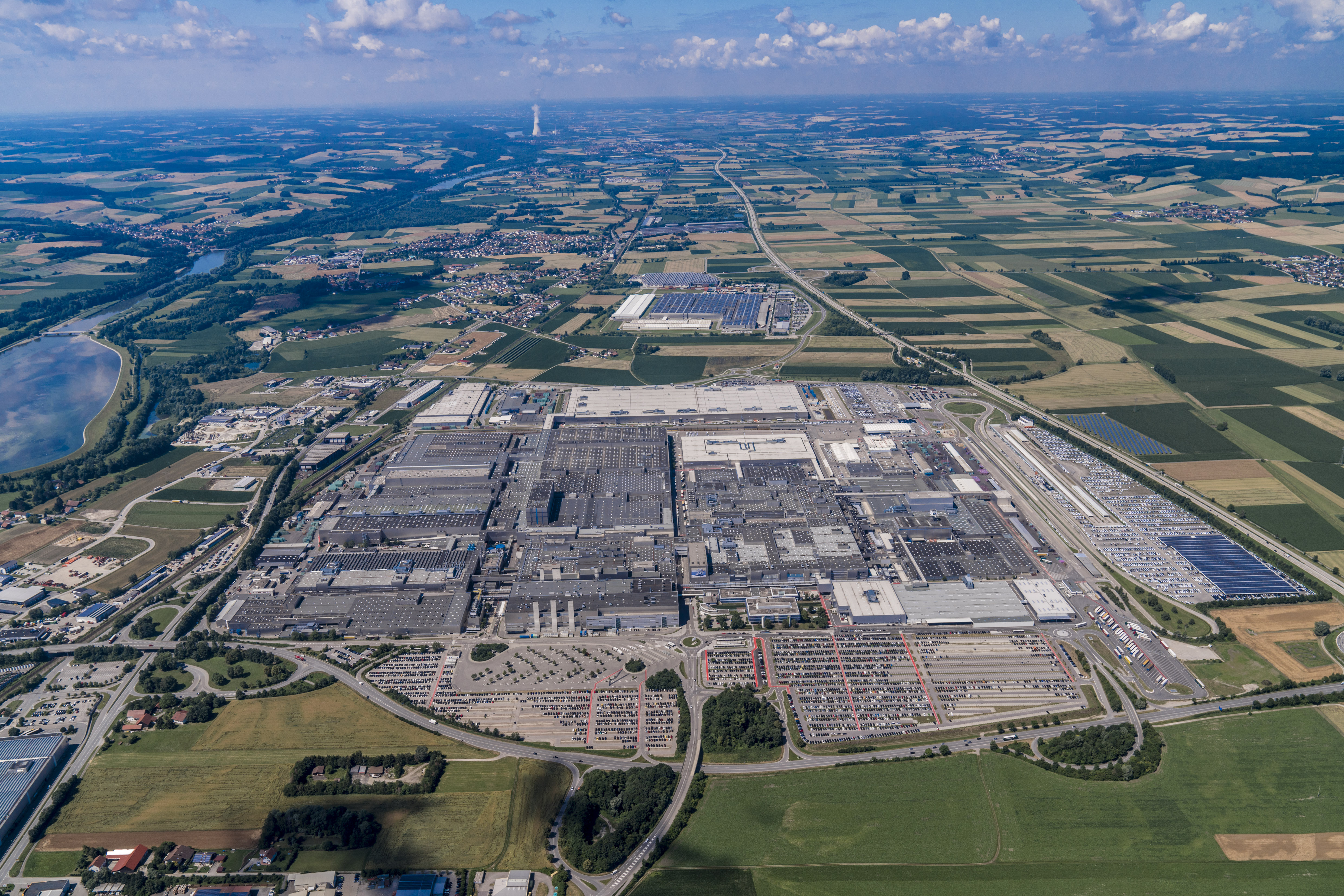
BMW Dingolfing, der größte Arbeitgeber in der Stadt Dingolfing

Dingolfing war und ist ein bedeutender Standort des Fahrzeugbaus. Die Automarke Glas, die in den 1950er Jahren vor allem durch ihr Modell Goggomobil bekannt war, stammte aus der Stadt und auch der frühere Traktorhersteller Eicher aus Forstern hatte ein Landmaschinenwerk in Dingolfing. Dort wurden von 1962 bis 1972 auch Lastkraftwagen produziert, zunächst unter der Marke Eicher, dann in Lohnfertigung für Magirus-Deutz. Größter Arbeitgeber für die Stadt und ihr Umland sind die BMW-Werke mit rund 18.300 Arbeitnehmern, die jährlich etwa 360.000 Autos der 3er-, 4er-, 5er-, 6er-, 7er- und 8er Reihe herstellen. Dingolfing ist der größte Produktionsstandort der BMW Group in Europa. Durch die Ansiedlung von BMW wurde Dingolfing zu einer der reichsten Gemeinden in Deutschland. Hervorgegangen ist dieses Werk aus der Übernahme der Firma Glas durch BMW 1967. (→ BMW Group Werk Dingolfing)
Mit über 280 Beschäftigten zweitgrößter Arbeitgeber ist die SAR Elektronic. Das Unternehmen ist als Software- und Automatisierungsdienstleister vorwiegend in der Automobilindustrie tätig. Drittgrößter Arbeitgeber, mit über 200 Beschäftigten, ist der örtliche Betrieb der Firma Develey Senf & Feinkost. Daneben werden in Dingolfing Möbel industriell gefertigt (gumpo Büromöbel, idea Raum-Möbel-System, Zeilhofer Schlafzimmermöbel, Steinberger Wohnkultur + Handwerk). Bekannt wurden die bis 2022 gebrauten Biere der heimischen Brauerei Wasserburger, so auch das Starkbier „Tassilator“.
Im Westen der Stadt an der Isar liegt das Wasserkraftwerk Dingolfing der Uniper Kraftwerke.

### Land- und Forstwirtschaft
Bestanden im Jahr 1999 noch 113 landwirtschaftliche Betriebe, ging deren Zahl bis 2016 auf 59 zurück.
| Betriebsgröße in ha | Anzahl der Betriebe | Anzahl der Betriebe | Anzahl der Betriebe |
| Betriebsgröße in ha | 1999                | 2010                | 2016                |
| ------------------- | ------------------- | ------------------- | ------------------- |
| unter 5             | 18                  | 3                   | –                   |
| 5 bis unter 10      | 18                  | 9                   | 9                   |
| 10 bis unter 20     | 29                  | 18                  | 21                  |
| 20 bis unter 50     | 37                  | 21                  | 16                  |
| 50 oder mehr        | 11                  | 15                  | 13                  |
| Gesamt              | 113                 | 66                  | 59                  |

### Verkehr

#### Straßen
Dingolfing liegt an der A 92, die hier 1988 fertiggestellt wurde:
- Anschlussstelle Dingolfing-West (16a, fertiggestellt 2014)[29]
- Anschlussstelle Dingolfing-Mitte (17a, fertiggestellt 1988 als AS Dingolfing-West, 2014 Umbenennung in AS Dingolfing-Mitte)
- Anschlussstelle Dingolfing-Ost (17b, fertiggestellt 2002 mit der Ostumgehung)

Die B 11 wurde im Bereich Dingolfings nach der Fertigstellung der A 92 (1988) zur Staatsstraße 2074 abgestuft.

#### Eisenbahn
In Dingolfing liegt der Bahnhof Dingolfing der Bahnstrecke Landshut–Plattling.

#### ÖPNV
Der ÖPNV innerhalb des Stadtgebiets besteht aus sechs städtischen Buslinien („Dingo“). Drei Linien befahren im Halbstundentakt das engere Stadtgebiet. Zwei weitere fahren im Stundentakt in die entlegeneren Gemeindeteile Teisbach/Höfen/Gaubitzhausen bzw. Frauenbiburg und der Übrige im Zweistundentakt in die Nachbargemeinden Loiching und Gottfrieding.

#### Flugplatz
Der Flugplatz Dingolfing (ICAO-Code EDPD) ist ein Sonderlandeplatz.

### Feuerwehr
Die Stadt Dingolfing unterhält fünf Freiwillige Feuerwehren im Stadtgebiet. Neben der Kernstadt der Stadt Dingolfing verfügen die Gemeindeteile Sossau, Höfen, Frauenbiburg und Teisbach über eine eigenständige Feuerwehr.

### Polizei
Die Polizeiinspektion Dingolfing ist für den westlichen Teil des Landkreises Dingolfing-Landau (ca. 52.700 Einwohner) zuständig. Sie betreut neben der Stadt Dingolfing (19.145 Einwohner) zehn andere Gemeinden. Im April 2018 wurde in der Innenstadt ein Neubau des Polizeigebäudes eingeweiht.

### Medien
- Maximal Radio

### Gesundheit
Das Bayerische Rote Kreuz betreibt neben der BRK-Rettungswache, der BRK-Bereitschaft und der BRK-Wasserwacht auch die Geschäftsstelle des BRK Kreisverband Dingolfing-Landau in Dingolfing.
Das DonauIsarKlinikum, Haus Dingolfing ist eines der beiden Krankenhäuser im Landkreis. Die Fachrichtungen sind Allgemein- und Viszeralchirurgie, Geburtshilfe, Gynäkologie, HNO, Innere Medizin, Stroke Unit, Herzkatheterlabor, Anästhesie, Radiologie, Neurochirurgie, Neurologie und Unfallchirurgie.

### Bildung
- drei Grundschulen (Altstadt, St. Josef und Teisbach)[31]
- Mittelschule[31]
- Herzog-Tassilo-Realschule (Staatliche Realschule)[32]
- Gymnasium
- Herzog-Georg-Schule (Sonderpädagogisches Förderzentrum)[31]
- Hans-Glas-Schule (Staatliche Berufsschule)[33]
- Technologie- und Innovationszentrum PuLS der Hochschule für angewandte Wissenschaften Landshut
- Musikschule
- Volkshochschule
- Katholische Erwachsenenbildung Dingolfing-Landau e. V.
- Fachoberschule Landshut (Außenstelle Dingolfing)[34]

## Sport
Die Volleyballfrauen des TV Dingolfing spielen in der 2. Bundesliga Pro. Der Eishockeyverein Isar Rats spielt in der Landesliga.

## Persönlichkeiten

### Ehrenbürger
- Karl Dompert (1923–2013), Automobilkonstrukteur[35]
- Eberhard von Kuenheim (* 1928), Manager[36]
- Marco Sturm (* 1978), Eishockeyspieler und -trainer[37]

### Söhne und Töchter der Stadt

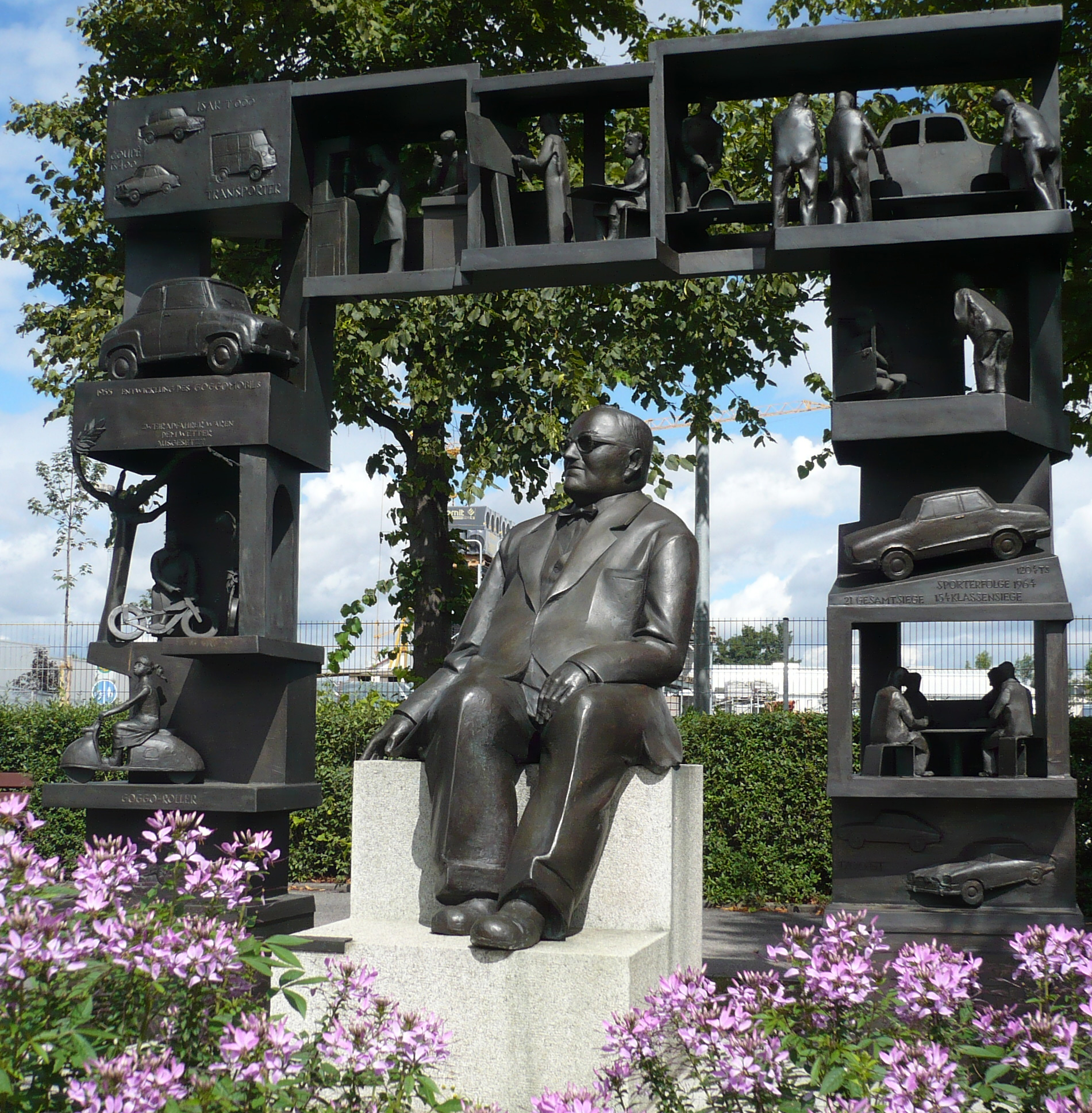
Das Hans-Glas-Denkmal in Dingolfing

- Roman Zirngibl (1740–1816), geboren in Teisbach, Historiker und Archivar mit großen Verdiensten um die Geschichtsschreibung Bayerns, insbesondere Regensburgs
- Laurentius Schlemmer (1753–1813), Komponist geistlicher Musik
- Franz Xaver von Predl (1795–1866), geboren in Teisbach, Offizier
- Josef Wolfgang Eberl (1818–1857), Theologe und Historiker
- Anton Bernreiter (1835–1892), Maler
- Franz Friedbichler (1850–1880), Genre- und Tiermaler
- Lorenz Klimmer (1868–1919), deutscher Politiker (Zentrum) und Mitglied des Bayerischen Landtages
- Sigmund Moosauer (1877–1944), Arzt und erster Sanitätschef der Kriegsmarine
- Johann Dendl (1892–?), Landrat
- Sebastian Wimmer (1902–1952), SS-Hauptsturmführer und erster Schutzhaftlagerführer im Konzentrations- und Vernichtungslager Lublin-Majdanek
- Jochen Steinmayr (1926–2006), Journalist
- Johann Fuchs (* 1946), Jurist, Richter am Bundesgerichtshof
- Heinrich Trapp (* 1951 im Ortsteil Schermau), Politiker (SPD), Abgeordneter des Bayerischen Landtags, Landrat des Kreises Dingolfing-Landau
- Gudrun Peters (* 1951), Politikerin (SPD), Abgeordnete des Bayerischen Landtags
- Matthäus Strebl (* 1952), geboren in Oberbubach, Politiker (CSU), Vorsitzender des Christlichen Gewerkschaftsbundes Deutschlands und MbB
- Josef Peter Meier-Scupin (* 1953), Architekt
- Monika Huber (* 1959), Künstlerin (Malerei, Fotografie und Video)
- Jeanette Erazo Heufelder (* 1964), Ethnologin, Dokumentarfilmerin und Autorin
- Robert Steinmann (* 1974), Eishockeyspieler
- Thorsten Skringer (* 1975), Saxophonist
- Rick Goldmann (* 1976), Eishockeyspieler und Sportkommentator
- Elisabeth Esterl (* 1976), Golferin
- Armin Grassinger (* 1977), Heizungsbauer und Kommunalpolitiker, Erster Bürgermeister von Dingolfing
- Stephan Protschka (* 1977), Politiker (AfD)
- Marco Sturm (* 1978), Eishockeyspieler
- Michael Wimmer (* 1980), Fußballtrainer
- Marcel Brandt (* 1992), Eishockeyspieler
- Matthias Strohmaier (* 1994), Fußballspieler
- Hanna Ihedioha (* 1997), Snowboarderin
- Paula Hötschl (* 2000), Volleyballspielerin

### Weitere mit der Stadt verbundene Persönlichkeiten
- Meister von Dingolfing, spätmittelalterlicher Bildschnitzer
- In Dingolfing verstarb Heinrich Deubel (1890–1962), vormaliger Kommandant der NS-Konzentrationslager Dachau und Columbia.

## Sonstiges
Dingolfing ist Gegenstand einer bekannten satirischen Zeichnung von F. K. Waechter, in der nackte Frauen in einem menschlichen Zoo im „Frauenfreigehege Dingolfing“ posieren.
Mit der Bischöflich-Geistlicher-Rat-Josef-Zinnbauer-Straße hat Dingolfing den längsten deutschen Straßennamen inne.